# UEFA Europa League 2015/16
De UEFA Europa League 2015/16 was het 45e seizoen van de tweede Europese voetbalcompetitie voor clubs wat georganiseerd wordt door de UEFA en het zevende seizoen onder deze naam. De finale werd gespeeld in het St. Jakob-Park in Bazel en gewonnen door FC Sevilla.

## Veranderde opzet
Het UEFA Comité, dat bijeen kwam in mei 2015, stemde in met de volgende wijzigingen in de UEFA Champions League vanaf het seizoen 2015/16 (voor een looptijd van drie jaar tot en met het seizoen 2017/18):
- De winnaar van de voorgaande UEFA Europa League kwalificeert zich voor de Champions League. Zij zal op zijn minst instromen in de play-off ronde, en zal in de groepsfase instromen indien de winnaar van de Champions League zich al gekwalificeerd heeft via de nationale competitie.
- Alle bonden hebben een maximum van drie teams die mogen deelnemen aan de Europa League; voorheen hadden de nummers 7–9 op de UEFA Ranglijst vier deelnemers.
- Het aantal teams dat zich direct kwalificeert voor de groepsfase zal verhoogd worden naar 16 teams (van de top 12 landen); voorheen waren dit zes teams (van de top 6 landen).
- Indien de winnaar van de Europa League zich plaatst voor de Champions League zal de runner-up niet langer het ticket van de winnaar overnemen, maar zal de vrije plaats worden gegeven aan het hoogst-geplaatste team van de competitie dat zich nog niet heeft gekwalificeerd voor een Europese competitie.

## Algemene info

### Deelnemers per land
Een totaal van 192 teams van alle 54 bonden deed mee aan deze editie van de UEFA Europa League. De UEFA landenranking bepaalde hoeveel teams ieder land mocht afvaardigen:
- Van de bonden 1–51 (met uitzondering van Liechtenstein) kwalificeerden zich drie teams.
- Van de bonden 52-53 kwalificeerden zich twee teams.
- Van Liechtenstein en Gibraltar kwalificeerde zich een team.
- De top drie van de UEFA Fair Play ranking mocht elk één team extra afvaardigen.

### De ranking
De verdeling ging op basis van de ranglijst van de UEFA-coëfficiënten. Hierbij werd gekeken naar de Europese prestaties van seizoen 2009/10 tot en met 2013/14.
- (FP) – Extra plek via Fair Play ranglijst.
- (UCL) – Extra plek via de UEFA Champions League.
- (EL) – Plek minder, omdat de winnaar van de Europa League zich plaatst voor de Champions League.

| Nr. | Land        | Coeff. | Teams | Bijz.  |
| --- | ----------- | ------ | ----- | ------ |
| 1   | Spanje      | 97.713 | 3     | −1(EL) |
| 2   | Engeland    | 84.748 | 3     | +1(FP) |
| 3   | Duitsland   | 81.641 | 3     |        |
| 4   | Italië      | 66.938 | 3     |        |
| 5   | Portugal    | 62.299 | 3     |        |
| 6   | Frankrijk   | 56.500 | 3     |        |
| 7   | Rusland     | 46.998 | 3     |        |
| 8   | Nederland   | 44.312 | 3     | +1(FP) |
| 9   | Oekraïne    | 40.966 | 3     |        |
| 10  | België      | 36.300 | 3     |        |
| 11  | Turkije     | 34.200 | 3     |        |
| 12  | Griekenland | 33.600 | 3     |        |
| 13  | Zwitserland | 33.225 | 3     |        |
| 14  | Oostenrijk  | 30.925 | 3     |        |
| 15  | Tsjechië    | 29.350 | 3     |        |
| 16  | Roemenië    | 27.257 | 3     |        |
| 17  | Israël      | 26.875 | 3     |        |
| 18  | Cyprus      | 23.250 | 3     |        |

| Nr. | Land                  | Coeff. | Teams | Bijz. |
| --- | --------------------- | ------ | ----- | ----- |
| 19  | Denemarken            | 21.300 | 3     |       |
| 20  | Kroatië               | 19.625 | 3     |       |
| 21  | Polen                 | 18.875 | 3     |       |
| 22  | Wit-Rusland           | 18.625 | 3     |       |
| 23  | Schotland             | 16.566 | 3     |       |
| 24  | Zweden                | 16.325 | 3     |       |
| 25  | Bulgarije             | 15.625 | 3     |       |
| 26  | Noorwegen             | 14.275 | 3     |       |
| 27  | Servië                | 14.125 | 3     |       |
| 28  | Hongarije             | 11.625 | 3     |       |
| 29  | Slovenië              | 11.000 | 3     |       |
| 30  | Slowakije             | 11.000 | 3     |       |
| 31  | Moldavië              | 10.375 | 3     |       |
| 32  | Azerbeidzjan          | 10.375 | 3     |       |
| 33  | Georgië               | 9.875  | 3     |       |
| 34  | Kazachstan            | 8.250  | 3     |       |
| 35  | Bosnië en Herzegovina | 7.500  | 3     |       |
| 36  | Finland               | 7.175  | 3     |       |

| Nr. | Land          | Coeff. | Teams | Bijz.  |
| --- | ------------- | ------ | ----- | ------ |
| 37  | IJsland       | 6.750  | 3     |        |
| 38  | Letland       | 6.250  | 3     |        |
| 39  | Montenegro    | 6.000  | 3     |        |
| 40  | Albanië       | 5.500  | 3     |        |
| 41  | Litouwen      | 5.250  | 3     |        |
| 42  | Macedonië     | 5.250  | 3     |        |
| 43  | Ierland       | 5.125  | 3     | +1(FP) |
| 44  | Luxemburg     | 4.875  | 3     |        |
| 45  | Malta         | 4.833  | 3     |        |
| 46  | Liechtenstein | 4.500  | 1     |        |
| 47  | Noord-Ierland | 3.625  | 3     |        |
| 48  | Wales         | 3.000  | 3     |        |
| 49  | Armenië       | 2.875  | 3     |        |
| 50  | Estland       | 2.875  | 3     |        |
| 51  | Faeröer       | 2.125  | 3     |        |
| 52  | San Marino    | 0.999  | 2     |        |
| 53  | Andorra       | 0.833  | 2     |        |
| 54  | Gibraltar     | 0.000  | 1     |        |

### Data lotingen
Alle lotingen, met uitzondering van de groepsfase, vonden plaats in het UEFA hoofdkantoor in Nyon, Zwitserland. De loting van de groepsfase vond plaats in Monaco.
| Fase          | Ronde                    | Datum loting     | Heenwedstrijd                             | Terugwedstrijd                            |
| ------------- | ------------------------ | ---------------- | ----------------------------------------- | ----------------------------------------- |
| Kwalificatie  | Eerste kwalificatieronde | 22 juni 2015     | 2 juli 2015                               | 9 juli 2015                               |
| Kwalificatie  | Tweede kwalificatieronde | 22 juni 2015     | 16 juli 2015                              | 23 juli 2015                              |
| Kwalificatie  | Derde kwalificatieronde  | 17 juli 2015     | 30 juli 2015                              | 6 augustus 2015                           |
| Play-off      | Play-offronde            | 7 augustus 2015  | 20 augustus 2015                          | 27 augustus 2015                          |
| Groepsfase    | Wedstrijddag 1           | 28 augustus 2015 | 17 september 2015                         | 17 september 2015                         |
| Groepsfase    | Wedstrijddag 2           | 28 augustus 2015 | 1 oktober 2015                            | 1 oktober 2015                            |
| Groepsfase    | Wedstrijddag 3           | 28 augustus 2015 | 22 oktober 2015                           | 22 oktober 2015                           |
| Groepsfase    | Wedstrijddag 4           | 28 augustus 2015 | 5 november 2015                           | 5 november 2015                           |
| Groepsfase    | Wedstrijddag 5           | 28 augustus 2015 | 26 november 2015                          | 26 november 2015                          |
| Groepsfase    | Wedstrijddag 6           | 28 augustus 2015 | 10 december 2015                          | 10 december 2015                          |
| Knock-outfase | 1/16 finales             | 14 december 2015 | 18 februari 2016                          | 25 februari 2016                          |
| Knock-outfase | 1/8 finales              | 14 december 2015 | 10 maart 2016                             | 17 maart 2016                             |
| Knock-outfase | 1/4 finales              | 18 maart 2016    | 7 april 2016                              | 14 april 2016                             |
| Knock-outfase | 1/2 finales              | 15 april 2016    | 28 april 2016                             | 5 mei 2016                                |
| Knock-outfase | Finale                   | 15 april 2016    | 18 mei 2016 in het St. Jakob-Park, Bazel. | 18 mei 2016 in het St. Jakob-Park, Bazel. |

## Teams
Onderstaande tabel geeft de deelnemers aan deze editie weer en toont in welke ronde de clubs instroomden.
| Laatste 32               | Laatste 32                | Laatste 32             | Laatste 32                 |
| ------------------------ | ------------------------- | ---------------------- | -------------------------- |
| Sjachtar Donetsk         | Manchester United         | Galatasaray SK         | Sevilla                    |
| Bayer Leverkusen         | Olympiakos Piraeus        | FC Porto               | Valencia CF                |
| Groepsfase               |                           |                        |                            |
| Villarreal               | Lazio (CL PO)             | Dnipro Dnipropetrovsk  | Rapid Wien (CL PO)         |
| Tottenham Hotspur        | SC Braga                  | Anderlecht             | APOEL Nicosia (CL PO)      |
| Liverpool                | Sporting Lissabon (CL PO) | Club Brugge (CL PO)    | Celtic (CL PO)             |
| FC Augsburg              | Olympique Marseille       | Beşiktaş               | Partizan (CL PO)           |
| Schalke 04               | AS Monaco (CL PO)         | Asteras Tripolis       | Skënderbeu Korçë (CL PO)   |
| Fiorentina               | Lokomotiv Moskou          | FC Sion                |                            |
| Napoli                   | FC Groningen              | FC Basel (CL PO)       |                            |
| Play-offronde            |                           |                        |                            |
| Ajax Amsterdam (CL 3e)   | Red Bull Salzburg (CL 3e) | Midtjylland (CL 3e)    | Milsami Orhei (CL 3e)      |
| Fenerbahçe (CL 3e)       | Sparta Praag (CL 3e)      | Lech Poznań (CL 3e)    | Qarabağ (CL 3e)            |
| Panathinaikos (CL 3e)    | Viktoria Pilsen (CL 3e)   | Molde (CL 3e)          | HJK Helsinki (CL 3e)       |
| Young Boys (CL 3e)       | Steaua Boekarest (CL 3e)  | Videoton (CL 3e)       |                            |
| 3e voorronde             |                           |                        |                            |
| Athletic Bilbao          | Girondins de Bordeaux     | Standard Luik          | Jablonec                   |
| Southampton              | FK Krasnodar              | Istanbul BB            | Târgu Mureș                |
| Borussia Dortmund        | Roebin Kazan              | Atromitos              | Hapoel Ironi Kiryat Shmona |
| Sampdoria [Bijz. ITA]    | AZ                        | FC Zürich              | AEK Larnaca                |
| Vitória                  | Vitesse                   | Rheindorf Altach       |                            |
| Belenenses               | Zorja Loehansk            | Sturm Graz             |                            |
| AS Saint-Étienne         | Vorskla Poltava           | Slovan Liberec         |                            |
| 2e voorronde             |                           |                        |                            |
| Sporting Charleroi       | Wolfsberger AC            | FC Kopenhagen          | Inverness CT               |
| Trabzonspor              | FK Mladá Boleslav         | HNK Rijeka             | IFK Göteborg               |
| PAOK                     | Astra Giurgiu             | Legia Warschau         | Tsjerno More Varna         |
| FC Thun                  | Hapoel Beër Sjeva         | Dinamo Minsk           |                            |
| 1e voorronde             |                           |                        |                            |
| FC Botoșani              | Debreceni                 | FH                     | Vaduz                      |
| Beitar Jeruzalem         | FC Koper                  | Víkingur Reykjavík     | Glentoran                  |
| Apollon Limasol          | NK Celje                  | Jelgava                | Linfield                   |
| Omonia Nicosia           | NK Domžale                | Skonto                 | Glenavon                   |
| Brøndby                  | MŠK Žilina                | Spartaks Jūrmala       | Bala Town                  |
| Randers                  | Spartak Trnava            | Mladost Podgorica      | Airbus UK Broughton        |
| Hajduk Split             | Slovan Bratislava         | Sutjeska Nikšić        | Newtown                    |
| Lokomotiva Zagreb        | Sheriff Tiraspol          | Budućnost Podgorica    | Uliss Jerevan              |
| Jagiellonia Białystok    | Dacia Chisinau            | KF Laçi                | Shirak Gyumri              |
| Śląsk Wrocław            | Saxan [Bijz. MOL]         | KF Kukësi              | Alasjkert FC               |
| Sjachtjor Salihorsk      | Inter Bakoe               | Partizan Tirana        | Nõmme Kalju                |
| Tarpeda-BelAZ Zjodzina   | Qäbälä                    | Kruoja Pakruojis       | Sillamäe Kalev             |
| Aberdeen                 | Neftçi Bakoe              | Atlantas               | Flora Tallinn              |
| St. Johnstone            | Dinamo Tbilisi            | Trakai                 | Víkingur Gøta              |
| AIK                      | Dinamo Batoemi            | Rabotnički             | HB Tórshavn                |
| Elfsborg                 | FC Tschinvali             | Shkendija              | Runavík                    |
| Beroe Stara Zagora       | Kairat                    | Renova                 | Juvenes/Dogana             |
| Litex Lovech [Bijz. BUL] | Aqtöbe                    | St. Patrick's Athletic | La Fiorita                 |
| Rosenborg                | Ordabası                  | Cork City              | Sant Julià                 |
| Odd                      | FK Olimpik                | Shamrock Rovers        | Lusitanos                  |
| Strømsgodset             | FK Željezničar            | Differdange 03         | Europa                     |
| Čukarički                | HŠK Zrinjski              | F91 Dudelange          | Go Ahead Eagles            |
| Rode Ster Belgrado       | SJK                       | Progrès Niedercorn     | West Ham United            |
| FK Vojvodina             | Lahti                     | Birkirkara             | UCD                        |
| Ferencvárosi             | VPS                       | Valletta               |                            |
| MTK Hungária             | KR                        | Balzan                 |                            |

| Legenda    | Legenda                                                                      |
| Aanduiding | Betekenis                                                                    |
| ---------- | ---------------------------------------------------------------------------- |
| (CL 3e)    | Ingestroomd na uitschakeling in de derde voorronde van de Champions League.  |
| (CL PO)    | Ingestroomd na uitschakeling in de play-offronde van de Champions League.    |
| (CL)       | Ingestroomd na 3e te zijn geworden in de groepsfase van de Champions League. |
| (FP)       | Gekwalificeerd via het Fair Playklassement.                                  |

Bijzonderheden
- Bulgarije (BUL): Lokomotiv Sofia, de nummer drie uit de competitie, zou zich hebben geplaatst voor de eerste voorronde, maar slaagde er niet in om een UEFA licentie te bemachtigen. Hierdoor schoof het ticket door naar Litex Lovech de nummer vier uit de competitie.
- Italië (ITA): Genoa, de nummer zes uit de competitie, zou zich hebben geplaatst voor de derde voorronde, maar slaagde er niet in om een UEFA licentie te bemachtigen. Hierdoor schoof het ticket door naar Sampdoria de nummer zeven uit de competitie.
- Moldavië (MOL): FC Tiraspol, de nummer vier uit de competitie, zou zich hebben geplaatst voor de eerste voorronde, maar deze club werd opgeheven aan het eind van het seizoen 2014/15. Hierdoor schoof het ticket door naar Saxan de nummer vijf uit de competitie.

## Kwalificatieronde
In de kwalificatierondes en de play-offronde werden de teams, gebaseerd op hun UEFA-clubcoëfficiënten tot en met het seizoen 2013/14, ingedeeld in geplaatste en ongeplaatste teams. Via een loting werden de geplaatste en ongeplaatste teams aan elkaar gekoppeld (teams uit hetzelfde land konden niet tegen elkaar loten).

### Eerste kwalificatieronde
Aan de eerste kwalificatieronde deden 102 teams mee. De loting vond plaats op 22 juni 2015. De heenwedstrijden werden gespeeld op 30 juni en 2 juli, de terugwedstrijden op 7 en 9 juli 2015.
| Team 1              | Tot.      | Team 2                 | 1e wedstr. | 2e wedstr.   |
| ------------------- | --------- | ---------------------- | ---------- | ------------ |
| Víkingur Reykjavík  | 2 – 3     | FC Koper               | 0 – 1      | 2 – 2        |
| Newtown             | 4 – 2     | Valletta               | 2 – 1      | 2 – 1        |
| Glenavon            | 1 – 5     | Sjachtjor Salihorsk    | 1 – 2      | 0 – 3        |
| Linfield            | 5 – 4     | Runavík                | 2 – 0      | 3 – 4        |
| Atlantas            | 1 – 5     | Beroe Stara Zagora     | 0 – 2      | 1 – 3        |
| Budućnost Podgorica | 1 – 3     | Spartaks Jūrmala       | 1 – 3      | 0 – 0        |
| Progrès Niedercorn  | 0 – 3     | Shamrock Rovers        | 0 – 0      | 0 – 3        |
| Cork City           | 2 – 3     | KR                     | 1 – 1      | 1 – 2 (n.v.) |
| UCD                 | (u) 2 – 2 | F91 Dudelange          | 1 – 0      | 1 – 2        |
| Sheriff Tiraspol    | 0 – 3     | Odd                    | 0 – 3      | 0 – 0        |
| Dinamo Tbilisi      | 2 – 3     | Qäbälä                 | 2 – 1      | 0 – 2        |
| Differdange 03      | 4 – 3     | Bala Town              | 3 – 1      | 1 – 2        |
| Brøndby             | 11 – 0    | Juvenes/Dogana         | 9 – 0      | 2 – 0        |
| Debreceni           | 3 – 2     | Sutjeska Nikšić        | 3 – 0      | 0 – 2        |
| Rode Ster Belgrado  | 1 – 4     | Kairat                 | 0 – 2      | 1 – 2        |
| Aqtöbe              | 0 – 1     | Nõmme Kalju            | 0 – 1      | 0 – 0        |
| Go Ahead Eagles     | 2 – 5     | Ferencvárosi           | 1 – 1      | 1 – 4        |
| Domžale             | 0 – 1     | Čukarički              | 0 – 1      | 0 – 0        |
| KF Kukësi           | 2 – 0     | Tarpeda-BelAZ Zjodzina | 2 – 0      | 0 – 0        |
| Renova              | 1 – 5     | Dacia Chisinau         | 0 – 1      | 1 – 4        |
| Shkendija           | 1 – 1 (u) | Aberdeen               | 1 – 1      | 0 – 0        |
| MTK Hungária        | 1 – 3     | FK Vojvodina           | 0 – 0      | 1 – 3        |
| Ordabası            | 1 – 2     | Beitar Jeruzalem       | 0 – 0      | 1 – 2        |
| Flora Tallinn       | 1 – 2     | Rabotnički             | 1 – 0      | 0 – 2        |
| Dinamo Batoemi      | 1 – 2     | Omonia Nicosia         | 1 – 0      | 0 – 2        |
| Trakai              | 7 – 1     | HB Tórshavn            | 3 – 0      | 4 – 1        |
| Glentoran           | 1 – 7     | MŠK Žilina             | 1 – 4      | 0 – 3        |
| Alasjkert FC        | (u) 2 – 2 | St. Johnstone          | 1 – 0      | 1 – 2        |
| Olimpic Sarajevo    | 1 – 1 (u) | Spartak Trnava         | 1 – 1      | 0 – 0        |
| Víkingur Gøta       | 0 – 2     | Rosenborg              | 0 – 2      | 0 – 0        |
| Skonto              | 4 – 1     | St. Patrick's Athletic | 2 – 1      | 2 – 0        |
| Balzan              | 0 – 3     | Željezničar            | 0 – 2      | 0 – 1        |
| Sant Julià          | 0 – 4     | Randers                | 0 – 1      | 0 – 3        |
| Kruoja Pakruojis    | 0 – 9     | Jagiellonia Białystok  | 0 – 1      | 0 – 8        |
| KF Laçi             | 1 – 1 (u) | Inter Bakoe            | 1 – 1      | 0 – 0        |
| Strømsgodset        | 4 – 1     | Partizan Tirana        | 3 – 1      | 1 – 0        |
| Jelgava             | (u) 3 – 3 | Litex Lovech           | 1 – 1      | 2 – 2        |
| West Ham United     | 4 – 0     | Lusitanos              | 3 – 0      | 1 – 0        |
| SJK                 | 0 – 2     | FH                     | 0 – 1      | 0 – 1        |
| Lahti               | 2 – 7     | IF Elfsborg            | 2 – 2      | 0 – 5        |
| Sillamäe Kalev      | 3 – 7     | Hajduk Split           | 1 – 1      | 2 – 6        |
| Saxan               | 0 – 4     | Apollon Limasol        | 0 – 2      | 0 – 2        |
| Shirak Gyumri       | 3 – 2     | HŠK Zrinjski           | 2 – 0      | 1 – 2        |
| VPS                 | 2 – 6     | AIK                    | 2 – 2      | 0 – 4        |
| Neftçi Bakoe        | 3 – 3 (u) | Mladost Podgorica      | 2 – 2      | 1 – 1        |
| NK Celje            | 1 – 4     | Śląsk Wrocław          | 0 – 1      | 1 – 3        |
| La Fiorita          | 1 – 10    | Vaduz                  | 0 – 5      | 1 – 5        |
| Birkirkara          | 3 – 1     | Uliss Jerevan          | 0 – 0      | 3 – 1        |
| Airbus UK Broughton | 3 – 5     | Lokomotiva Zagreb      | 1 – 3      | 2 – 2        |
| FC Botoșani         | 4 – 2     | FC Tschinvali          | 1 – 1      | 3 – 1        |
| Europa              | 0 – 9     | Slovan Bratislava      | 0 – 6      | 0 – 3        |

### Tweede kwalificatieronde
Aan de tweede kwalificatieronde deden 66 teams mee: 15 nieuwe teams en de 51 winnaars uit de eerste kwalificatieronde. De loting vond plaats op 22 juni 2015. De heenwedstrijden werden gespeeld op 16 juli, de terugwedstrijden op 21 en 23 juli 2015.
| Team 1                       | Tot.            | Team 2            | 1e wedstr. | 2e wedstr.   |
| ---------------------------- | --------------- | ----------------- | ---------- | ------------ |
| KF Kukësi                    | 4 – 3           | Mladost Podgorica | 0 – 1      | 4 – 2        |
| Beroe Stara Zagora           | 0 – 1           | Brøndby           | 0 – 1      | 0 – 0        |
| Shamrock Rovers              | 1 – 4           | Odd               | 0 – 2      | 1 – 2        |
| Lokomotiva Zagreb            | 2 – 7           | PAOK              | 2 – 1      | 0 – 6        |
| KR                           | 0 – 4           | Rosenborg         | 0 – 1      | 0 – 3        |
| Hapoel Beër Sjeva            | 2 – 3           | FC Thun           | 1 – 1      | 1 – 2        |
| Slovan Bratislava            | 6 – 1           | UCD               | 1 – 0      | 5 – 1        |
| AIK                          | 4 – 0           | Sjirak Gjoemri    | 2 – 0      | 2 – 0        |
| Kairat                       | 4 – 2           | Alasjkert FC      | 3 – 0      | 1 – 2        |
| Ferencvárosi                 | 0 – 3           | Željezničar       | 0 – 1      | 0 – 2        |
| Legia Warschau               | 4 – 0           | FC Botoșani       | 1 – 0      | 3 – 0        |
| FK Vojvodina                 | 4 – 1           | Spartaks Jūrmala  | 3 – 0      | 1 – 1        |
| Vaduz                        | 5 – 1           | Nõmme Kalju       | 3 – 1      | 2 – 0        |
| Dacia Chisinau               | 3 – 6           | MŠK Žilina        | 1 – 2      | 2 – 4        |
| Jagiellonia Białystok        | 0 – 1           | Omonia Nicosia    | 0 – 0      | 0 – 1        |
| Jelgava                      | 1 – 2           | Rabotnički        | 1 – 0      | 0 – 2        |
| Mladá Boleslav               | 2 – 2 (u)       | Strømsgodset      | 1 – 2      | 1 – 0        |
| FH                           | 3 – 4           | Inter Bakoe       | 1 – 2      | 2 – 2 (n.v.) |
| Čukarički                    | 1 – 2           | Qäbälä            | 1 – 0      | 0 – 2        |
| Tsjerno More Varna           | 1 – 5           | Dinamo Minsk      | 1 – 1      | 0 – 4        |
| Inverness Caledonian Thistle | 0 – 1           | Astra Giurgiu     | 0 – 1      | 0 – 0        |
| Sjachtjor Salihorsk          | 0 – 3           | Wolfsberger AC    | 0 – 1      | 0 – 2        |
| Rijeka                       | 2 – 5           | Aberdeen          | 0 – 3      | 2 – 2        |
| Spartak Trnava               | 5 – 2           | Linfield          | 2 – 1      | 3 – 1        |
| Trabzonspor                  | 3 – 1           | Differdange 03    | 1 – 0      | 2 – 1        |
| West Ham United              | 1 – 1 (5 – 3 p) | Birkirkara        | 1 – 0      | 1 – 0 (n.v.) |
| FC Kopenhagen                | 5 – 1           | Newtown           | 2 – 0      | 3 – 1        |
| Sporting Charleroi           | 9 – 2           | Beitar Jeruzalem  | 5 – 1      | 4 – 1        |
| Śląsk Wrocław                | 0 – 2           | IFK Göteborg      | 0 – 0      | 0 – 2        |
| Apollon Limasol              | 4 – 0           | Trakai            | 4 – 0      | 0 – 0        |
| Randers                      | 0 – 1           | IF Elfsborg       | 0 – 0      | 0 – 1 (n.v.) |
| FC Koper                     | 4 – 6           | Hajduk Split      | 3 – 2      | 1 – 4        |
| Skonto                       | 4 – 11          | Debreceni         | 2 – 2      | 2 – 9        |

### Derde kwalificatieronde
Aan de derde kwalificatieronde deden 58 teams mee: 25 nieuwe teams en de 33 winnaars uit de tweede kwalificatieronde. De loting vond plaats op 17 juli 2015. De heenwedstrijden werden gespeeld op 29 en 30 juli, de terugwedstrijden op 6 augustus 2015.
| Team 1                | Tot.      | Team 2                     | 1e wedstr. | 2e wedstr.   |
| --------------------- | --------- | -------------------------- | ---------- | ------------ |
| FC Zürich             | 1 – 2     | Dinamo Minsk               | 0 – 1      | 1 – 1 (n.v.) |
| Kairat                | 3 – 2     | Aberdeen                   | 2 – 1      | 1 – 1        |
| MŠK Žilina            | (u) 3 – 3 | Vorskla Poltava            | 2 – 0      | 1 – 3 (n.v.) |
| AZ                    | 4 – 1     | Istanbul BB                | 2 – 0      | 2 – 1        |
| Girondins de Bordeaux | 4 – 0     | AEK Larnaca                | 3 – 0      | 1 – 0        |
| PAOK                  | 2 – 1     | Spartak Trnava             | 1 – 0      | 1 – 1        |
| Târgu Mureș           | 2 – 4     | Saint-Étienne              | 0 – 3      | 2 – 1        |
| Debreceni             | 3 – 6     | Rosenborg                  | 2 – 3      | 1 – 3        |
| Jablonec              | (u) 3 – 3 | FC Kopenhagen              | 0 – 1      | 3 – 2        |
| FC Thun               | (u) 2 – 2 | Vaduz                      | 0 – 0      | 2 – 2        |
| Belenenses            | 2 – 1     | IFK Göteborg               | 2 – 1      | 0 – 0        |
| Sampdoria             | 2 – 4     | FK Vojvodina               | 0 – 4      | 2 – 0        |
| KF Kukësi             | 0 – 4     | Legia Warschau             | 0 – 3 1    | 0 – 1        |
| Sporting Charleroi    | 0 – 5     | Zorja Loehansk             | 0 – 2      | 0 – 3        |
| Sturm Graz            | 3 – 4     | Roebin Kazan               | 2 – 3      | 1 – 1        |
| IF Elfsborg           | 2 – 3     | Odd                        | 2 – 1      | 0 – 2        |
| Southampton           | 5 – 0     | Vitesse                    | 3 – 0      | 2 – 0        |
| Slovan Liberec        | 5 – 1     | Hapoel Ironi Kiryat Shmona | 2 – 1      | 3 – 0        |
| Apollon Limasol       | 1 – 2     | Qäbälä                     | 1 – 1      | 0 – 1        |
| Wolfsberger AC        | 0 – 6     | Borussia Dortmund          | 0 – 1      | 0 – 5        |
| AIK                   | 1 – 4     | Atromitos                  | 1 – 3      | 0 – 1        |
| Standard Luik         | 3 – 1     | Željezničar                | 2 – 1      | 1 – 0        |
| West Ham United       | 3 – 4     | Astra Giurgiu              | 2 – 2      | 1 – 2        |
| Athletic Bilbao       | 2 – 0     | Inter Bakoe                | 2 – 0      | 0 – 0        |
| Rabotnički            | 2 – 1     | Trabzonspor                | 1 – 0      | 1 – 1 (n.v.) |
| Brøndby               | (u) 2 – 2 | Omonia Nicosia             | 0 – 0      | 2 – 2        |
| Rheindorf Altach      | 6 – 2     | Vitória                    | 2 – 1      | 4 – 1        |
| Hajduk Split          | 4 – 0     | Strømsgodset               | 2 – 0      | 2 – 0        |
| FK Krasnodar          | 5 – 3     | Slovan Bratislava          | 2 – 0      | 3 – 3        |

1 De UEFA heeft Legia Warschau een 3-0 zege toegekend nadat het duel eerder gestaakt was, wegens het gooien van een voorwerp op Legia-speler Ondrej Duda.

### Play-off ronde
Aan de play-off ronde deden 44 teams mee: 15 teams die instroomden vanuit de UEFA Champions League 2015/16 en de 29 winnaars uit de derde kwalificatieronde. De loting vond plaats op 7 augustus 2015. De heenwedstrijden werden gespeeld op 20 augustus, de terugwedstrijden op 27 augustus 2015.
| Team 1                | Tot.             | Team 2            | 1e wedstr. | 2e wedstr. |
| --------------------- | ---------------- | ----------------- | ---------- | ---------- |
| Rheindorf Altach      | 0 – 1            | Belenenses        | 0 – 1      | 0 – 0      |
| MŠK Žilina            | 3 – 3 (u)        | Athletic Bilbao   | 3 – 2      | 0 – 1      |
| Steaua Boekarest      | 1 – 3            | Rosenborg         | 0 – 3      | 1 – 0      |
| Zorja Loehansk        | 2 – 4            | Legia Warschau    | 0 – 1      | 2 – 3      |
| Viktoria Pilsen       | 5 – 0            | FK Vojvodina      | 3 – 0      | 2 – 0      |
| Milsami Orhei         | 1 – 2            | Saint-Étienne     | 1 – 1      | 0 – 1      |
| Ajax Amsterdam        | 1 – 0            | Jablonec          | 1 – 0      | 0 – 0      |
| Young Boys            | 0 – 4            | Qarabağ           | 0 – 1      | 0 – 3      |
| Molde                 | (u) 3 – 3        | Standard Luik     | 2 – 0      | 1 – 3      |
| PAOK                  | 6 – 1            | Brøndby           | 5 – 0      | 1 – 1      |
| Girondins de Bordeaux | (u) 2 – 2        | Kairat            | 1 – 0      | 1 – 2      |
| Lech Poznań           | 4 – 0            | Videoton          | 3 – 0      | 1 – 0      |
| Dinamo Minsk          | ns (3 – 2) 2 – 2 | Red Bull Salzburg | 2 – 0      | 0 – 2      |
| Rabotnički            | 1 – 2            | Roebin Kazan      | 1 – 1      | 0 – 1      |
| Slovan Liberec        | 2 – 0            | Hajduk Split      | 1 – 0      | 1 – 0      |
| Atromitos             | 0 – 4            | Fenerbahçe        | 0 – 1      | 0 – 3      |
| Qäbälä                | (u) 2 – 2        | Panathinaikos     | 0 – 0      | 2 – 2      |
| Southampton           | 1 – 2            | Midtjylland       | 1 – 1      | 0 – 1      |
| Astra Giurgiu         | 3 – 4            | AZ                | 3 – 2      | 0 – 2      |
| Odd                   | 5 – 11           | Borussia Dortmund | 3 – 4      | 2 – 7      |
| FK Krasnodar          | 5 – 1            | HJK Helsinki      | 5 – 1      | 0 – 0      |
| Sparta Praag          | 6 – 4            | FC Thun           | 3 – 1      | 3 – 3      |

## Hoofdtoernooi

### Groepsfase
De loting vond plaats op 28 augustus 2015. Een totaal van 48 teams werden verdeeld over 12 groepen, met de regel dat teams uit dezelfde landen niet in dezelfde groep konden komen.
Voorlopige potindeling
| Pot 1                 | Pot 1   |
| Team                  | Coeff.  |
| --------------------- | ------- |
| FC Schalke 04         | 111.883 |
| Borussia Dortmund     | 99.883  |
| FC Basel              | 84.875  |
| SSC Napoli            | 84.102  |
| Tottenham Hotspur FC  | 84.078  |
| AFC Ajax              | 66.195  |
| Villarreal CF         | 58.999  |
| Roebin Kazan          | 57.099  |
| Athletic Bilbao       | 56.999  |
| Sporting Lissabon     | 56.276  |
| Olympique Marseille   | 55.483  |
| Dnipro Dnipropetrovsk | 52.033  |

| Pot 2              | Pot 2  |
| Team               | Coeff. |
| ------------------ | ------ |
| SC Braga           | 51.776 |
| ACF Fiorentina     | 49.102 |
| SS Lazio           | 49.102 |
| RSC Anderlecht     | 47.440 |
| Liverpool FC       | 47.078 |
| AZ                 | 46.695 |
| FC Viktoria Pilsen | 41.825 |
| Club Brugge        | 41.440 |
| PAOK Saloniki      | 40.880 |
| Celtic FC          | 39.080 |
| Beşiktaş JK        | 36.520 |
| APOEL Nicosia      | 35.460 |

| Pot 3                 | Pot 3  |
| Team                  | Coeff. |
| --------------------- | ------ |
| AS Monaco             | 31.483 |
| Sparta Praag          | 30.825 |
| Fenerbahçe SK         | 30.020 |
| Legia Warschau        | 24.800 |
| Girondins de Bordeaux | 24.483 |
| Lokomotiv Moskou      | 23.099 |
| Lech Poznań           | 17.300 |
| AS Saint-Étienne      | 16.983 |
| FC Slovan Liberec     | 16.325 |
| FC Augsburg           | 15.883 |
| Rapid Wien            | 15.635 |
| FK Krasnodar          | 15.099 |

| Pot 4            | Pot 4  |
| Team             | Coeff. |
| ---------------- | ------ |
| FK Partizan      | 14.775 |
| Asteras Tripolis | 13.380 |
| CF Os Belenenses | 12.276 |
| Rosenborg BK     | 11.875 |
| FK Qarabağ       | 11.500 |
| Molde FK         | 10.375 |
| Dinamo Minsk     | 9.650  |
| FC Groningen     | 8.695  |
| FC Sion          | 8.375  |
| FC Midtjylland   | 7.960  |
| Skënderbeu Korçë | 5.575  |
| Qäbälä PFK       | 2.750  |

| Legenda kleuren in de tabellen                                 |
| -------------------------------------------------------------- |
| Groepswinnaars en nummers twee gaan door naar de tweede ronde. |
| Uitgeschakeld                                                  |

#### Groep A
| Club       | Wed | Win | Gel | Ver | DV | DT | +/− | Pnt |
| ---------- | --- | --- | --- | --- | -- | -- | --- | --- |
| Molde      | 6   | 3   | 2   | 1   | 10 | 7  | +3  | 11  |
| Fenerbahçe | 6   | 2   | 3   | 1   | 7  | 6  | +1  | 9   |
| Ajax       | 6   | 1   | 4   | 1   | 6  | 6  | 0   | 7   |
| Celtic     | 6   | 0   | 3   | 3   | 8  | 12 | −4  | 3   |

|                             |            |         |                                                         |                                                                                       |
| 17 september 2015 19:00 uur | Fenerbahçe | 1 – 3   | Molde                                                   | Şükrü Saracoğlustadion, Istanboel Toeschouwers: 31.209 Scheidsrechter: Benoît Bastien |
| 17 september 2015 19:00 uur | Nani 43'   | Verslag | 37' (pen.) Høiland 54', 26', 85' Elyounoussi 66' Linnes | Şükrü Saracoğlustadion, Istanboel Toeschouwers: 31.209 Scheidsrechter: Benoît Bastien |

|                             |                        |         |                                         |                                                                            |
| 17 september 2015 19:00 uur | Ajax                   | 2 – 2   | Celtic                                  | Amsterdam ArenA, Amsterdam Toeschouwers: 47.455 Scheidsrechter: Luca Banti |
| 17 september 2015 19:00 uur | Fischer 26' Schöne 85' | Verslag | 9' Bitton 43' Lustig 57', 75' Izaguirre | Amsterdam ArenA, Amsterdam Toeschouwers: 47.455 Scheidsrechter: Luca Banti |

|                          |                           |         |                    |                                                                       |
| 1 oktober 2015 21:05 uur | Celtic                    | 2 – 2   | Fenerbahçe         | Celtic Park, Glasgow Toeschouwers: 41.330 Scheidsrechter: Kenn Hansen |
| 1 oktober 2015 21:05 uur | Griffiths 29' Commons 33' | Verslag | 44', 49' Fernandão | Celtic Park, Glasgow Toeschouwers: 41.330 Scheidsrechter: Kenn Hansen |

|                          |           |         |             |                                                                         |
| 1 oktober 2015 21:05 uur | Molde     | 1 – 1   | Ajax        | Akerstadion, Molde Toeschouwers: 7.890 Scheidsrechter: Paweł Raczkowski |
| 1 oktober 2015 21:05 uur | Hestad 9' | Verslag | 19' Fischer | Akerstadion, Molde Toeschouwers: 7.890 Scheidsrechter: Paweł Raczkowski |

|                           |                                       |         |             |                                                                             |
| 22 oktober 2015 21:05 uur | Molde                                 | 3 – 1   | Celtic      | Akerstadion, Molde Toeschouwers: 9.166 Scheidsrechter: Vladislav Bezborodov |
| 22 oktober 2015 21:05 uur | Kamara 12' Forren 19' Elyounoussi 57' | Verslag | 56' Commons | Akerstadion, Molde Toeschouwers: 9.166 Scheidsrechter: Vladislav Bezborodov |

|                           |               |         |      |                                                                                        |
| 22 oktober 2015 21:05 uur | Fenerbahçe    | 1 – 0   | Ajax | Şükrü Saracoğlustadion, Istanboel Toeschouwers: 35.292 Scheidsrechter: David Fernández |
| 22 oktober 2015 21:05 uur | Fernandão 90' | Verslag |      | Şükrü Saracoğlustadion, Istanboel Toeschouwers: 35.292 Scheidsrechter: David Fernández |

|                           |                        |         |                                 |                                                                         |
| 5 november 2015 19:00 uur | Celtic                 | 1 – 2   | Molde                           | Celtic Park, Glasgow Toeschouwers: 37.071 Scheidsrechter: Slavko Vinčić |
| 5 november 2015 19:00 uur | Commons 27' Bitton 78' | Verslag | 22' Elyounoussi 38' Berg Hestad | Celtic Park, Glasgow Toeschouwers: 37.071 Scheidsrechter: Slavko Vinčić |

|                           |         |       |            |                                                                             |
| 5 november 2015 19:00 uur | Ajax    | 0 – 0 | Fenerbahçe | Amsterdam ArenA, Amsterdam Toeschouwers: 48.990 Scheidsrechter: Liran Liany |
| 5 november 2015 19:00 uur | Verslag |       |            | Amsterdam ArenA, Amsterdam Toeschouwers: 48.990 Scheidsrechter: Liran Liany |

|                            |                |         |                         |                                                                         |
| 26 november 2015 21:05 uur | Molde          | 0 – 2   | Fenerbahçe              | Akerstadion, Molde Toeschouwers: 8.235 Scheidsrechter: Miroslav Zelinka |
| 26 november 2015 21:05 uur | Rindarøy 90+2' | Verslag | 69' Fernandão 85' Tufan | Akerstadion, Molde Toeschouwers: 8.235 Scheidsrechter: Miroslav Zelinka |

|                            |             |         |                     |                                                                        |
| 26 november 2015 21:05 uur | Celtic      | 1 – 2   | Ajax                | Celtic Park, Glasgow Toeschouwers: 44.118 Scheidsrechter: Felix Zwayer |
| 26 november 2015 21:05 uur | McGregor 4' | Verslag | 23' Milik 89' Černý | Celtic Park, Glasgow Toeschouwers: 44.118 Scheidsrechter: Felix Zwayer |

|                            |                        |         |             |                                                                                       |
| 10 december 2015 19:00 uur | Fenerbahçe             | 1 – 1   | Celtic      | Şükrü Saracoğlustadion, Istanboel Toeschouwers: 35.372 Scheidsrechter: Serge Gumienny |
| 10 december 2015 19:00 uur | Marković 39' Diego 68' | Verslag | 75' Commons | Şükrü Saracoğlustadion, Istanboel Toeschouwers: 35.372 Scheidsrechter: Serge Gumienny |

|                            |                                   |         |           |                                                                                  |
| 10 december 2015 19:00 uur | Ajax                              | 1 – 1   | Molde     | Amsterdam ArenA, Amsterdam Toeschouwers: 48.041 Scheidsrechter: Jevhen Aranovsky |
| 10 december 2015 19:00 uur | Van de Beek 14' Gudelj 62', 90+1' | Verslag | 29' Singh | Amsterdam ArenA, Amsterdam Toeschouwers: 48.041 Scheidsrechter: Jevhen Aranovsky |

#### Groep B
| Club         | Wed | Win | Gel | Ver | DV | DT | +/− | Pnt |
| ------------ | --- | --- | --- | --- | -- | -- | --- | --- |
| Liverpool    | 6   | 2   | 4   | 0   | 6  | 4  | +2  | 10  |
| FC Sion      | 6   | 2   | 3   | 1   | 5  | 5  | 0   | 9   |
| Roebin Kazan | 6   | 1   | 3   | 2   | 6  | 6  | 0   | 6   |
| Bordeaux     | 6   | 0   | 4   | 2   | 5  | 7  | −2  | 4   |

|                             |            |         |             |                                                                                                   |
| 17 september 2015 19:00 uur | Bordeaux   | 1 – 1   | Liverpool   | Nouveau Stade de Bordeaux, Bordeaux Toeschouwers: 35.328 Scheidsrechter: Alberto Undiano Mallenco |
| 17 september 2015 19:00 uur | Jussiê 82' | Verslag | 66' Lallana | Nouveau Stade de Bordeaux, Bordeaux Toeschouwers: 35.328 Scheidsrechter: Alberto Undiano Mallenco |

|                             |                 |         |                 |                                                                              |
| 17 september 2015 19:00 uur | FC Sion         | 2 – 1   | Roebin Kazan    | Stade de Tourbillon, Sion Toeschouwers: 7.000 Scheidsrechter: Andreas Ekberg |
| 17 september 2015 19:00 uur | Konaté 12', 83' | Verslag | 66' Kanoennikov | Stade de Tourbillon, Sion Toeschouwers: 7.000 Scheidsrechter: Andreas Ekberg |

|                          |                  |         |          |                                                                                |
| 1 oktober 2015 21:05 uur | Roebin Kazan     | 0 – 0   | Bordeaux | Centraal Stadion, Kazan Toeschouwers: 17.642 Scheidsrechter: Gediminas Mažeika |
| 1 oktober 2015 21:05 uur | Kisljak 75', 81' | Verslag |          | Centraal Stadion, Kazan Toeschouwers: 17.642 Scheidsrechter: Gediminas Mažeika |

|                          |            |         |              |                                                                       |
| 1 oktober 2015 21:05 uur | Liverpool  | 1 – 1   | FC Sion      | Anfield, Liverpool Toeschouwers: 37.252 Scheidsrechter: Slavko Vinčić |
| 1 oktober 2015 21:05 uur | Lallana 5' | Verslag | 19' Assifuah | Anfield, Liverpool Toeschouwers: 37.252 Scheidsrechter: Slavko Vinčić |

|                           |           |         |                            |                                                                              |
| 22 oktober 2015 21:05 uur | Liverpool | 1 – 1   | Roebin Kazan               | Anfield, Liverpool Toeschouwers: 42.951 Scheidsrechter: Robert Schörgenhofer |
| 22 oktober 2015 21:05 uur | Can 38'   | Verslag | 16' Dević 20', 37' Koezmin | Anfield, Liverpool Toeschouwers: 42.951 Scheidsrechter: Robert Schörgenhofer |

|                           |                 |         |             |                                                                                             |
| 22 oktober 2015 21:05 uur | Bordeaux        | 0 – 1   | FC Sion     | Nouveau Stade de Bordeaux, Bordeaux Toeschouwers: 18.318 Scheidsrechter: Aleksandar Stavrev |
| 22 oktober 2015 21:05 uur | Khazri 78', 87' | Verslag | 22' Lacroix | Nouveau Stade de Bordeaux, Bordeaux Toeschouwers: 18.318 Scheidsrechter: Aleksandar Stavrev |

|                           |              |         |           |                                                                         |
| 5 november 2015 19:00 uur | Roebin Kazan | 0 – 1   | Liverpool | Centraal Stadion, Kazan Toeschouwers: 41.585 Scheidsrechter: Kevin Blom |
| 5 november 2015 19:00 uur |              | Verslag | 53' Ibe   | Centraal Stadion, Kazan Toeschouwers: 41.585 Scheidsrechter: Kevin Blom |

|                           |                       |         |           |                                                                             |
| 5 november 2015 19:00 uur | FC Sion               | 1 – 1   | Bordeaux  | Stade de Tourbillon, Sion Toeschouwers: 9.000 Scheidsrechter: Ivan Kružliak |
| 5 november 2015 19:00 uur | Chantôme 90+5' (e.d.) | Verslag | 68' Touré | Stade de Tourbillon, Sion Toeschouwers: 9.000 Scheidsrechter: Ivan Kružliak |

|                            |                          |         |                |                                                                            |
| 26 november 2015 17:00 uur | Roebin Kazan             | 2 – 0   | FC Sion        | Centraal Stadion, Kazan Toeschouwers: 15.116 Scheidsrechter: Halis Özkahya |
| 26 november 2015 17:00 uur | Georgiev 73' Dević 90+1' | Verslag | 14', 35' Ndoye | Centraal Stadion, Kazan Toeschouwers: 15.116 Scheidsrechter: Halis Özkahya |

|                            |                                 |         |            |                                                                    |
| 26 november 2015 21:05 uur | Liverpool                       | 2 – 1   | Bordeaux   | Anfield, Liverpool Toeschouwers: 42.525 Scheidsrechter: Alon Yefet |
| 26 november 2015 21:05 uur | Milner 39' (pen.) Benteke 45+2' | Verslag | 34' Saivet | Anfield, Liverpool Toeschouwers: 42.525 Scheidsrechter: Alon Yefet |

|                            |                                         |         |                             |                                                                                      |
| 10 december 2015 19:00 uur | Bordeaux                                | 2 – 2   | Roebin Kazan                | Nouveau Stade de Bordeaux, Bordeaux Toeschouwers: 13.640 Scheidsrechter: John Beaton |
| 10 december 2015 19:00 uur | Laborde 58' Rolán 63' Guilbert 31', 87' | Verslag | 31' Kanoennikov 76' Ustinov | Nouveau Stade de Bordeaux, Bordeaux Toeschouwers: 13.640 Scheidsrechter: John Beaton |

|                            |         |       |           |                                                                                    |
| 10 december 2015 19:00 uur | FC Sion | 0 – 0 | Liverpool | Stade de Tourbillon, Sion Toeschouwers: 10.000 Scheidsrechter: Mihalis Koukoulakis |
| 10 december 2015 19:00 uur | Verslag |       |           | Stade de Tourbillon, Sion Toeschouwers: 10.000 Scheidsrechter: Mihalis Koukoulakis |

#### Groep C
| Club              | Wed | Win | Gel | Ver | DV | DT | +/− | Pnt |
| ----------------- | --- | --- | --- | --- | -- | -- | --- | --- |
| Krasnodar         | 6   | 4   | 1   | 1   | 9  | 4  | +5  | 13  |
| Borussia Dortmund | 6   | 3   | 1   | 2   | 10 | 5  | +5  | 10  |
| PAOK              | 6   | 1   | 4   | 1   | 3  | 3  | 0   | 7   |
| Qäbälä            | 6   | 0   | 2   | 4   | 2  | 12 | −10 | 2   |

|                             |         |       |      |                                                                         |
| 17 september 2015 19:00 uur | Qäbälä  | 0 – 0 | PAOK | Bakcell Arena, Bakoe Toeschouwers: 7.500 Scheidsrechter: Xavier Estrada |
| 17 september 2015 19:00 uur | Verslag |       |      | Bakcell Arena, Bakoe Toeschouwers: 7.500 Scheidsrechter: Xavier Estrada |

|                             |                         |         |             |                                                                              |
| 17 september 2015 19:00 uur | Borussia Dortmund       | 2 – 1   | Krasnodar   | Signal Iduna Park, Dortmund Toeschouwers: 55.200 Scheidsrechter: Liran Liany |
| 17 september 2015 19:00 uur | Ginter 45+2' Park 90+3' | Verslag | 13' Mamajev | Signal Iduna Park, Dortmund Toeschouwers: 55.200 Scheidsrechter: Liran Liany |

|                          |                         |         |          |                                                                             |
| 1 oktober 2015 21:05 uur | Krasnodar               | 2 – 1   | Qäbälä   | Koeban Stadion, Krasnodar Toeschouwers: 8.901 Scheidsrechter: Marcin Borski |
| 1 oktober 2015 21:05 uur | Wanderson 9' Smolov 85' | Verslag | 52' Dodô | Koeban Stadion, Krasnodar Toeschouwers: 8.901 Scheidsrechter: Marcin Borski |

|                          |         |         |                   |                                                                                 |
| 1 oktober 2015 21:05 uur | PAOK    | 1 – 1   | Borussia Dortmund | Toumbastadion, Thessaloniki Toeschouwers: 25.663 Scheidsrechter: Anthony Taylor |
| 1 oktober 2015 21:05 uur | Mak 35' | Verslag | 73' Castro        | Toumbastadion, Thessaloniki Toeschouwers: 25.663 Scheidsrechter: Anthony Taylor |

|                           |            |         |                          |                                                                      |
| 22 oktober 2015 17:00 uur | Qäbälä     | 1 – 3   | Borussia Dortmund        | Bakcell Arena, Bakoe Toeschouwers: 10.500 Scheidsrechter: Ivan Bebek |
| 22 oktober 2015 17:00 uur | Dodô 90+4' | Verslag | 32', 39', 73' Aubameyang | Bakcell Arena, Bakoe Toeschouwers: 10.500 Scheidsrechter: Ivan Bebek |

|                           |                   |         |                      |                                                                                    |
| 22 oktober 2015 21:05 uur | PAOK              | 0 – 0   | Krasnodar            | Toumbastadion, Thessaloniki Toeschouwers: 9.325 Scheidsrechter: Stefan Johannesson |
| 22 oktober 2015 21:05 uur | Da Silva 64', 90' | Verslag | 20', 89' Jędrzejczyk | Toumbastadion, Thessaloniki Toeschouwers: 9.325 Scheidsrechter: Stefan Johannesson |

|                           |                              |         |           |                                                                              |
| 5 november 2015 19:00 uur | Krasnodar                    | 2 – 1   | PAOK      | Koeban Stadion, Krasnodar Toeschouwers: 15.550 Scheidsrechter: Arnold Hunter |
| 5 november 2015 19:00 uur | Ari 34' Joãozinho 68' (pen.) | Verslag | 90+2' Mak | Koeban Stadion, Krasnodar Toeschouwers: 15.550 Scheidsrechter: Arnold Hunter |

|                           |                                                            |         |        |                                                                                       |
| 5 november 2015 19:00 uur | Borussia Dortmund                                          | 4 – 0   | Qäbälä | Signal Iduna Park, Dortmund Toeschouwers: 57.000 Scheidsrechter: Sébastien Delferière |
| 5 november 2015 19:00 uur | Reus 29' Aubameyang 45+1' Zenjov 68' (e.d.) Mkhitarian 71' | Verslag |        | Signal Iduna Park, Dortmund Toeschouwers: 57.000 Scheidsrechter: Sébastien Delferière |

|                            |                   |         |                   |                                                                                 |
| 26 november 2015 17:00 uur | Krasnodar         | 1 – 0   | Borussia Dortmund | Koeban Stadion, Krasnodar Toeschouwers: 30.150 Scheidsrechter: Serdar Gözübüyük |
| 26 november 2015 17:00 uur | Mamajev 3' (pen.) | Verslag |                   | Koeban Stadion, Krasnodar Toeschouwers: 30.150 Scheidsrechter: Serdar Gözübüyük |

|                            |         |       |        |                                                                              |
| 26 november 2015 21:05 uur | PAOK    | 0 – 0 | Qäbälä | Toumbastadion, Thessaloniki Toeschouwers: 6.131 Scheidsrechter: Jakob Kehlet |
| 26 november 2015 21:05 uur | Verslag |       |        | Toumbastadion, Thessaloniki Toeschouwers: 6.131 Scheidsrechter: Jakob Kehlet |

|                            |        |         |                                          |                                                                        |
| 10 december 2015 19:00 uur | Qäbälä | 0 – 3   | Krasnodar                                | Bakcell Arena, Bakoe Toeschouwers: 3.000 Scheidsrechter: István Kovács |
| 10 december 2015 19:00 uur |        | Verslag | 26' Sigurðsson 41' Pereyra 76' Wanderson | Bakcell Arena, Bakoe Toeschouwers: 3.000 Scheidsrechter: István Kovács |

|                            |                   |         |         |                                                                                     |
| 10 december 2015 19:00 uur | Borussia Dortmund | 0 – 1   | PAOK    | Signal Iduna Park, Dortmund Toeschouwers: 55.200 Scheidsrechter: Mattias Gestranius |
| 10 december 2015 19:00 uur |                   | Verslag | 33' Mak | Signal Iduna Park, Dortmund Toeschouwers: 55.200 Scheidsrechter: Mattias Gestranius |

#### Groep D
| Club           | Wed | Win | Gel | Ver | DV | DT | +/− | Pnt |
| -------------- | --- | --- | --- | --- | -- | -- | --- | --- |
| Napoli         | 6   | 6   | 0   | 0   | 22 | 3  | +19 | 18  |
| FC Midtjylland | 6   | 2   | 1   | 3   | 6  | 12 | −6  | 7   |
| Club Brugge    | 6   | 1   | 2   | 3   | 4  | 11 | −7  | 5   |
| Legia Warschau | 6   | 1   | 1   | 4   | 4  | 10 | −6  | 4   |

|                             |                       |         |                |                                                                      |
| 17 september 2015 19:00 uur | FC Midtjylland        | 1 – 0   | Legia Warschau | MCH Arena, Herning Toeschouwers: 6.798 Scheidsrechter: Hüseyin Göçek |
| 17 september 2015 19:00 uur | Kucharczyk 61' (e.d.) | Verslag |                | MCH Arena, Herning Toeschouwers: 6.798 Scheidsrechter: Hüseyin Göçek |

|                             |                                              |         |             |                                                                          |
| 17 september 2015 19:00 uur | Napoli                                       | 5 – 0   | Club Brugge | Stadio San Paolo, Napels Toeschouwers: 13.043 Scheidsrechter: István Vad |
| 17 september 2015 19:00 uur | Callejón 6', 78' Mertens 20', 26' Hamšík 54' | Verslag |             | Stadio San Paolo, Napels Toeschouwers: 13.043 Scheidsrechter: István Vad |

|                          |             |         |                                 |                                                                               |
| 1 oktober 2015 21:05 uur | Club Brugge | 1 – 3   | FC Midtjylland                  | Jan Breydelstadion, Brugge Toeschouwers: 14.126 Scheidsrechter: Steven McLean |
| 1 oktober 2015 21:05 uur | Meunier 80' | Verslag | 52' Sisto 68' Onuachu 75' Novák | Jan Breydelstadion, Brugge Toeschouwers: 14.126 Scheidsrechter: Steven McLean |

|                          |                |         |                         |                                                                                            |
| 1 oktober 2015 21:05 uur | Legia Warschau | 0 – 2   | Napoli                  | Wojska Polskiegostadion, Warschau Toeschouwers: 26.357 Scheidsrechter: Mihalis Koukoulakis |
| 1 oktober 2015 21:05 uur |                | Verslag | 54' Mertens 85' Higuaín | Wojska Polskiegostadion, Warschau Toeschouwers: 26.357 Scheidsrechter: Mihalis Koukoulakis |

|                           |                |         |             |                                                                                       |
| 22 oktober 2015 21:05 uur | Legia Warschau | 1 – 1   | Club Brugge | Wojska Polskiegostadion, Warschau Toeschouwers: 16.320 Scheidsrechter: Harald Lechner |
| 22 oktober 2015 21:05 uur | Kucharczyk 52' | Verslag | 40' De fauw | Wojska Polskiegostadion, Warschau Toeschouwers: 16.320 Scheidsrechter: Harald Lechner |

|                           |                |         |                                                |                                                                         |
| 22 oktober 2015 21:05 uur | FC Midtjylland | 1 – 4   | Napoli                                         | MCH Arena, Herning Toeschouwers: 9.210 Scheidsrechter: Serdar Gözübüyük |
| 22 oktober 2015 21:05 uur | Pušić 44'      | Verslag | 20' Callejón 32', 41' Gabbiadini 90+5' Higuaín | MCH Arena, Herning Toeschouwers: 9.210 Scheidsrechter: Serdar Gözübüyük |

|                           |             |         |                |                                                                                  |
| 5 november 2015 19:00 uur | Club Brugge | 1 – 0   | Legia Warschau | Jan Breydelstadion, Brugge Toeschouwers: 16.349 Scheidsrechter: Marijo Strahonja |
| 5 november 2015 19:00 uur | Meunier 39' | Verslag |                | Jan Breydelstadion, Brugge Toeschouwers: 16.349 Scheidsrechter: Marijo Strahonja |

|                           |                                                             |         |                |                                                                              |
| 5 november 2015 19:00 uur | Napoli                                                      | 5 – 0   | FC Midtjylland | Stadio San Paolo, Napels Toeschouwers: 18.475 Scheidsrechter: Benoît Bastien |
| 5 november 2015 19:00 uur | El Kaddouri 14' Gabbiadini 24', 39' Maggio 55' Callejón 78' | Verslag |                | Stadio San Paolo, Napels Toeschouwers: 18.475 Scheidsrechter: Benoît Bastien |

|                            |                |         |                |                                                                                      |
| 26 november 2015 21:05 uur | Legia Warschau | 1 – 0   | FC Midtjylland | Wojska Polskiegostadion, Warschau Toeschouwers: 9.468 Scheidsrechter: Andre Marriner |
| 26 november 2015 21:05 uur | Prijović 36'   | Verslag |                | Wojska Polskiegostadion, Warschau Toeschouwers: 9.468 Scheidsrechter: Andre Marriner |

|                            |             |         |               |                                                                           |
| 26 november 2015 21:05 uur | Club Brugge | 0 – 1   | Napoli        | Jan Breydelstadion, Brugge Toeschouwers: 180 Scheidsrechter: Marius Avram |
| 26 november 2015 21:05 uur |             | Verslag | 42' Chiricheș | Jan Breydelstadion, Brugge Toeschouwers: 180 Scheidsrechter: Marius Avram |

|                            |                |         |             |                                                                       |
| 10 december 2015 19:00 uur | FC Midtjylland | 1 – 1   | Club Brugge | MCH Arena, Herning Toeschouwers: 8.624 Scheidsrechter: Xavier Estrada |
| 10 december 2015 19:00 uur | Sisto 27'      | Verslag | 68' Vossen  | MCH Arena, Herning Toeschouwers: 8.624 Scheidsrechter: Xavier Estrada |

|                            |                                                          |         |                            |                                                                                 |
| 10 december 2015 19:00 uur | Napoli                                                   | 5 – 2   | Legia Warschau             | Stadio San Paolo, Napels Toeschouwers: 7.922 Scheidsrechter: Aleksandar Stavrev |
| 10 december 2015 19:00 uur | Chalobah 32' Insigne 39' Callejón 57' Mertens 65', 90+1' | Verslag | 62' Vranješ 90+2' Prijović | Stadio San Paolo, Napels Toeschouwers: 7.922 Scheidsrechter: Aleksandar Stavrev |

#### Groep E
| Club            | Wed | Win | Gel | Ver | DV | DT | +/− | Pnt |
| --------------- | --- | --- | --- | --- | -- | -- | --- | --- |
| Rapid Wien      | 6   | 5   | 0   | 1   | 10 | 6  | +4  | 15  |
| Villarreal      | 6   | 4   | 1   | 1   | 12 | 6  | +6  | 13  |
| Viktoria Pilsen | 6   | 1   | 1   | 4   | 8  | 10 | −2  | 4   |
| Dinamo Minsk    | 6   | 1   | 0   | 5   | 3  | 11 | −8  | 3   |

|                             |                                  |         |                 |                                                                                    |
| 17 september 2015 19:00 uur | Rapid Wien                       | 2 – 1   | Villarreal      | Ernst Happelstadion, Wenen Toeschouwers: 36.200 Scheidsrechter: Stefan Johannesson |
| 17 september 2015 19:00 uur | Schwab 51' S. Hofmann 54' (pen.) | Verslag | 45+1' Baptistão | Ernst Happelstadion, Wenen Toeschouwers: 36.200 Scheidsrechter: Stefan Johannesson |

|                             |                         |         |              |                                                                               |
| 17 september 2015 19:00 uur | Viktoria Pilsen         | 2 – 0   | Dinamo Minsk | Stadion města Plzně, Pilsen Toeschouwers: 10.784 Scheidsrechter: Marius Avram |
| 17 september 2015 19:00 uur | Hořava 37' Petržela 76' | Verslag |              | Stadion města Plzně, Pilsen Toeschouwers: 10.784 Scheidsrechter: Marius Avram |

|                          |              |         |                |                                                                         |
| 1 oktober 2015 21:05 uur | Dinamo Minsk | 0 – 1   | Rapid Wien     | Borisov Arena, Borisov Toeschouwers: 4.553 Scheidsrechter: Jakob Kehlet |
| 1 oktober 2015 21:05 uur |              | Verslag | 55' S. Hofmann | Borisov Arena, Borisov Toeschouwers: 4.553 Scheidsrechter: Jakob Kehlet |

|                          |               |         |                    |                                                                                       |
| 1 oktober 2015 21:05 uur | Villarreal    | 1 – 0   | Viktoria Pilsen    | Estadio El Madrigal, Villarreal Toeschouwers: 17.481 Scheidsrechter: Serdar Gözübüyük |
| 1 oktober 2015 21:05 uur | Baptistão 55' | Verslag | 75', 81' Procházka | Estadio El Madrigal, Villarreal Toeschouwers: 17.481 Scheidsrechter: Serdar Gözübüyük |

|                           |                                         |         |              |                                                                                    |
| 22 oktober 2015 21:05 uur | Villarreal                              | 4 – 0   | Dinamo Minsk | Estadio El Madrigal, Villarreal Toeschouwers: 14.025 Scheidsrechter: Sergiej Bojko |
| 22 oktober 2015 21:05 uur | Bakambu 18', 33' Soldado 62' Bailly 72' | Verslag |              | Estadio El Madrigal, Villarreal Toeschouwers: 14.025 Scheidsrechter: Sergiej Bojko |

|                           |                                      |         |                         |                                                                              |
| 22 oktober 2015 21:05 uur | Rapid Wien                           | 3 – 2   | Viktoria Pilsen         | Ernst Happelstadion, Wenen Toeschouwers: 39.400 Scheidsrechter: Craig Pawson |
| 22 oktober 2015 21:05 uur | S. Hofmann 35' Schaub 53' Petsos 69' | Verslag | 13' Ďuriš 77' Hrošovský | Ernst Happelstadion, Wenen Toeschouwers: 39.400 Scheidsrechter: Craig Pawson |

|                           |              |         |                                           |                                                                        |
| 5 november 2015 19:00 uur | Dinamo Minsk | 1 – 2   | Villarreal                                | Borisov Arena, Borisov Toeschouwers: 4.959 Scheidsrechter: John Beaton |
| 5 november 2015 19:00 uur | Vitus 70'    | Verslag | 73' (pen.) Soldado 86' (e.d.) Palitsevich | Borisov Arena, Borisov Toeschouwers: 4.959 Scheidsrechter: John Beaton |

|                           |                 |         |                        |                                                                             |
| 5 november 2015 19:00 uur | Viktoria Pilsen | 1 – 2   | Rapid Wien             | Stadion města Plzně, Pilsen Toeschouwers: 11.691 Scheidsrechter: Luca Banti |
| 5 november 2015 19:00 uur | Holenda 72'     | Verslag | 14', 78' Schobesberger | Stadion města Plzně, Pilsen Toeschouwers: 11.691 Scheidsrechter: Luca Banti |

|                            |                                     |         |                 |                                                                          |
| 26 november 2015 17:00 uur | Dinamo Minsk                        | 1 – 0   | Viktoria Pilsen | Borisov Arena, Borisov Toeschouwers: 4.250 Scheidsrechter: Ognjen Valjić |
| 26 november 2015 17:00 uur | Adamović 90+4' Veratsila 82', 90+1' | Verslag |                 | Borisov Arena, Borisov Toeschouwers: 4.250 Scheidsrechter: Ognjen Valjić |

|                            |             |         |            |                                                                                       |
| 26 november 2015 21:05 uur | Villarreal  | 1 – 0   | Rapid Wien | Estadio El Madrigal, Villarreal Toeschouwers: 14.760 Scheidsrechter: Paweł Raczkowski |
| 26 november 2015 21:05 uur | Soriano 79' | Verslag |            | Estadio El Madrigal, Villarreal Toeschouwers: 14.760 Scheidsrechter: Paweł Raczkowski |

|                            |                          |         |              |                                                                               |
| 10 december 2015 19:00 uur | Rapid Wien               | 2 – 1   | Dinamo Minsk | Ernst Happelstadion, Wenen Toeschouwers: 34.800 Scheidsrechter: Aliyar Ağayev |
| 10 december 2015 19:00 uur | M. Hofmann 29' Jelić 59' | Verslag | 65' El Monir | Ernst Happelstadion, Wenen Toeschouwers: 34.800 Scheidsrechter: Aliyar Ağayev |

|                            |                                        |         |                                        |                                                                               |
| 10 december 2015 19:00 uur | Viktoria Pilsen                        | 3 – 3   | Villarreal                             | Stadion města Plzně, Pilsen Toeschouwers: 10.071 Scheidsrechter: Tony Chapron |
| 10 december 2015 19:00 uur | Kolář 8' (pen.) Kovařík 65' Hořava 90' | Verslag | 40' Bakambu 62' Jonathan 90+4' Soriano | Stadion města Plzně, Pilsen Toeschouwers: 10.071 Scheidsrechter: Tony Chapron |

#### Groep F
| Club                | Wed | Win | Gel | Ver | DV | DT | +/− | Pnt |
| ------------------- | --- | --- | --- | --- | -- | -- | --- | --- |
| SC Braga            | 6   | 4   | 1   | 1   | 7  | 4  | +3  | 13  |
| Olympique Marseille | 6   | 4   | 0   | 2   | 12 | 7  | +5  | 12  |
| Slovan Liberec      | 6   | 2   | 1   | 3   | 6  | 8  | −2  | 7   |
| FC Groningen        | 6   | 0   | 2   | 4   | 2  | 8  | −6  | 2   |

|                             |                |         |          |                                                                          |
| 17 september 2015 19:00 uur | Slovan Liberec | 0 – 1   | SC Braga | Stadion u Nisy, Liberec Toeschouwers: 8.132 Scheidsrechter: Craig Pawson |
| 17 september 2015 19:00 uur |                | Verslag | 61' Rafa | Stadion u Nisy, Liberec Toeschouwers: 8.132 Scheidsrechter: Craig Pawson |

|                             |              |         |                                           |                                                                           |
| 17 september 2015 19:00 uur | FC Groningen | 0 – 3   | Olympique Marseille                       | Euroborg, Groningen Toeschouwers: 21.520 Scheidsrechter: Jevhen Aranovsky |
| 17 september 2015 19:00 uur |              | Verslag | 26' N'Koudou 40' Ocampos 62' Alessandrini | Euroborg, Groningen Toeschouwers: 21.520 Scheidsrechter: Jevhen Aranovsky |

|                          |                     |         |                |                                                                                |
| 1 oktober 2015 21:05 uur | Olympique Marseille | 0 – 1   | Slovan Liberec | Stade Vélodrome, Marseille Toeschouwers: 10.040 Scheidsrechter: Aleksej Jeskov |
| 1 oktober 2015 21:05 uur |                     | Verslag | 85' Coufal     | Stade Vélodrome, Marseille Toeschouwers: 10.040 Scheidsrechter: Aleksej Jeskov |

|                          |          |         |              |                                                                            |
| 1 oktober 2015 21:05 uur | SC Braga | 1 – 0   | FC Groningen | Estádio Municipal, Braga Toeschouwers: 9.150 Scheidsrechter: Robert Madden |
| 1 oktober 2015 21:05 uur | Koka 6'  | Verslag |              | Estádio Municipal, Braga Toeschouwers: 9.150 Scheidsrechter: Robert Madden |

|                           |                                      |         |                                |                                                                               |
| 22 oktober 2015 21:05 uur | SC Braga                             | 3 – 2   | Olympique Marseille            | Estádio Municipal, Braga Toeschouwers: 10.495 Scheidsrechter: Alexandru Tudor |
| 22 oktober 2015 21:05 uur | Koka 62' Wilson Eduardo 78' Alan 89' | Verslag | 85' Alessandrini 88' Batshuayi | Estádio Municipal, Braga Toeschouwers: 10.495 Scheidsrechter: Alexandru Tudor |

|                           |                |         |                           |                                                                               |
| 22 oktober 2015 21:05 uur | Slovan Liberec | 1 – 1   | FC Groningen              | Stadion u Nisy, Liberec Toeschouwers: 8.793 Scheidsrechter: Christian Dingert |
| 22 oktober 2015 21:05 uur | Luckassen 88'  | Verslag | 90+7' Hoesen 84' De Leeuw | Stadion u Nisy, Liberec Toeschouwers: 8.793 Scheidsrechter: Christian Dingert |

|                           |                     |         |          |                                                                               |
| 5 november 2015 19:00 uur | Olympique Marseille | 1 – 0   | SC Braga | Stade Vélodrome, Marseille Toeschouwers: 12.973 Scheidsrechter: Hüseyin Göçek |
| 5 november 2015 19:00 uur | N'Koudou 40'        | Verslag |          | Stade Vélodrome, Marseille Toeschouwers: 12.973 Scheidsrechter: Hüseyin Göçek |

|                           |              |         |                 |                                                                        |
| 5 november 2015 19:00 uur | FC Groningen | 0 – 1   | Slovan Liberec  | Euroborg, Groningen Toeschouwers: 18.693 Scheidsrechter: Marcin Borski |
| 5 november 2015 19:00 uur |              | Verslag | 82' (e.d.) Padt | Euroborg, Groningen Toeschouwers: 18.693 Scheidsrechter: Marcin Borski |

|                            |                            |         |                |                                                                                |
| 26 november 2015 21:05 uur | SC Braga                   | 2 – 1   | Slovan Liberec | Estádio Municipal, Braga Toeschouwers: 8.144 Scheidsrechter: Aleksej Koelbakov |
| 26 november 2015 21:05 uur | Ferreira 43' Crislan 90+3' | Verslag | 36' Jefremov   | Estádio Municipal, Braga Toeschouwers: 8.144 Scheidsrechter: Aleksej Koelbakov |

|                            |                            |         |              |                                                                                 |
| 26 november 2015 21:05 uur | Olympique Marseille        | 2 – 1   | FC Groningen | Stade Vélodrome, Marseille Toeschouwers: 9.107 Scheidsrechter: Andris Treimanis |
| 26 november 2015 21:05 uur | N'Koudou 29' Batshuayi 89' | Verslag | 51' Maduro   | Stade Vélodrome, Marseille Toeschouwers: 9.107 Scheidsrechter: Andris Treimanis |

|                            |                            |         |                                                      |                                                                                  |
| 10 december 2015 19:00 uur | Slovan Liberec             | 2 – 4   | Olympique Marseille                                  | Stadion u Nisy, Liberec Toeschouwers: 9.600 Scheidsrechter: Robert Schörgenhofer |
| 10 december 2015 19:00 uur | Bakoš 75' (pen.) Šural 76' | Verslag | 14' Batshuayi 43' N'Koudou 48' Barrada 90+4' Ocampos | Stadion u Nisy, Liberec Toeschouwers: 9.600 Scheidsrechter: Robert Schörgenhofer |

|                            |              |       |          |                                                                          |
| 10 december 2015 19:00 uur | FC Groningen | 0 – 0 | SC Braga | Euroborg, Groningen Toeschouwers: 15.715 Scheidsrechter: Simon Lee Evans |
| 10 december 2015 19:00 uur | Verslag      |       |          | Euroborg, Groningen Toeschouwers: 15.715 Scheidsrechter: Simon Lee Evans |

#### Groep G
| Club                  | Wed | Win | Gel | Ver | DV | DT | +/− | Pnt |
| --------------------- | --- | --- | --- | --- | -- | -- | --- | --- |
| Lazio                 | 6   | 4   | 2   | 0   | 13 | 6  | +7  | 14  |
| Saint-Étienne         | 6   | 2   | 3   | 1   | 10 | 7  | +3  | 9   |
| Dnipro Dnipropetrovsk | 6   | 2   | 1   | 3   | 6  | 8  | −2  | 7   |
| Rosenborg             | 6   | 0   | 2   | 4   | 4  | 12 | −8  | 2   |

|                             |                       |         |                      |                                                                               |
| 17 september 2015 21:05 uur | Dnipro Dnipropetrovsk | 1 – 1   | Lazio                | Dnipro Arena, Dnjepropetrovsk Toeschouwers: 150 Scheidsrechter: Arnold Hunter |
| 17 september 2015 21:05 uur | Seleznjov 90+5'       | Verslag | 35' Milinković-Savić | Dnipro Arena, Dnjepropetrovsk Toeschouwers: 150 Scheidsrechter: Arnold Hunter |

|                             |                          |         |                            |                                                                                               |
| 17 september 2015 21:05 uur | Saint-Étienne            | 2 – 2   | Rosenborg                  | Stade Geoffroy-Guichard, Saint-Étienne Toeschouwers: 22.826 Scheidsrechter: Christian Dingert |
| 17 september 2015 21:05 uur | Berić 5' Roux 88' (pen.) | Verslag | 17' Mikkelsen 80' Svensson | Stade Geoffroy-Guichard, Saint-Étienne Toeschouwers: 22.826 Scheidsrechter: Christian Dingert |

|                          |           |         |                       |                                                                                       |
| 1 oktober 2015 19:00 uur | Rosenborg | 0 – 1   | Dnipro Dnipropetrovsk | Lerkendalstadion, Trondheim Toeschouwers: 13.939 Scheidsrechter: Sébastien Delferière |
| 1 oktober 2015 19:00 uur |           | Verslag | 81' Seleznjov         | Lerkendalstadion, Trondheim Toeschouwers: 13.939 Scheidsrechter: Sébastien Delferière |

|                          |                                |         |                                               |                                                                          |
| 1 oktober 2015 19:00 uur | Lazio                          | 3 – 2   | Saint-Étienne                                 | Stadio Olimpico, Rome Toeschouwers: 11.039 Scheidsrechter: Halis Özkahya |
| 1 oktober 2015 19:00 uur | Onazi 23' Hoedt 49' Biglia 81' | Verslag | 7', 49', 78' Sall 85' Monnet-Paquet 34' Berić | Stadio Olimpico, Rome Toeschouwers: 11.039 Scheidsrechter: Halis Özkahya |

|                           |                                                 |         |               |                                                                     |
| 22 oktober 2015 19:00 uur | Lazio                                           | 3 – 1   | Rosenborg     | Stadio Olimpico, Rome Toeschouwers: 8.630 Scheidsrechter: Paweł Gil |
| 22 oktober 2015 19:00 uur | Matri 29' Anderson 55' Candreva 80' Maurício 7' | Verslag | 70' Søderlund | Stadio Olimpico, Rome Toeschouwers: 8.630 Scheidsrechter: Paweł Gil |

|                           |                       |         |               |                                                                            |
| 22 oktober 2015 19:00 uur | Dnipro Dnipropetrovsk | 0 – 1   | Saint-Étienne | Dnipro Arena, Dnjepropetrovsk Toeschouwers: 225 Scheidsrechter: Alon Yefet |
| 22 oktober 2015 19:00 uur |                       | Verslag | 70' Hamouma   | Dnipro Arena, Dnjepropetrovsk Toeschouwers: 225 Scheidsrechter: Alon Yefet |

|                           |           |         |                            |                                                                                 |
| 5 november 2015 21:05 uur | Rosenborg | 0 – 2   | Lazio                      | Lerkendalstadion, Trondheim Toeschouwers: 16.038 Scheidsrechter: Andre Marriner |
| 5 november 2015 21:05 uur |           | Verslag | 10', 30' Đorđević 84' Diao | Lerkendalstadion, Trondheim Toeschouwers: 16.038 Scheidsrechter: Andre Marriner |

|                           |                                         |         |                       |                                                                                                |
| 5 november 2015 21:05 uur | Saint-Étienne                           | 3 – 0   | Dnipro Dnipropetrovsk | Stade Geoffroy-Guichard, Saint-Étienne Toeschouwers: 24.582 Scheidsrechter: Mattias Gestranius |
| 5 november 2015 21:05 uur | Monnet-Paquet 39' Berić 53' Hamouma 66' | Verslag |                       | Stade Geoffroy-Guichard, Saint-Étienne Toeschouwers: 24.582 Scheidsrechter: Mattias Gestranius |

|                            |                                       |         |                       |                                                                             |
| 26 november 2015 19:00 uur | Lazio                                 | 3 – 1   | Dnipro Dnipropetrovsk | Stadio Olimpico, Rome Toeschouwers: 3.058 Scheidsrechter: Gediminas Mažeika |
| 26 november 2015 19:00 uur | Candreva 5' Parolo 69' Đorđević 90+4' | Verslag | 66' Gama              | Stadio Olimpico, Rome Toeschouwers: 3.058 Scheidsrechter: Gediminas Mažeika |

|                            |               |         |                 |                                                                                 |
| 26 november 2015 19:00 uur | Rosenborg     | 1 – 1   | Saint-Étienne   | Lerkendalstadion, Trondheim Toeschouwers: 15.038 Scheidsrechter: Vitali Mesjkov |
| 26 november 2015 19:00 uur | Søderlund 41' | Verslag | 81' (pen.) Roux | Lerkendalstadion, Trondheim Toeschouwers: 15.038 Scheidsrechter: Vitali Mesjkov |

|                            |                              |         |           |                                                                                    |
| 10 december 2015 21:05 uur | Dnipro Dnipropetrovsk        | 3 – 0   | Rosenborg | Dnipro Arena, Dnjepropetrovsk Toeschouwers: 4.541 Scheidsrechter: Stephan Klossner |
| 10 december 2015 21:05 uur | Matheus 35', 60' Sjachov 79' | Verslag |           | Dnipro Arena, Dnjepropetrovsk Toeschouwers: 4.541 Scheidsrechter: Stephan Klossner |

|                            |               |         |           |                                                                                        |
| 10 december 2015 21:05 uur | Saint-Étienne | 1 – 1   | Lazio     | Stade Geoffroy-Guichard, Saint-Étienne Toeschouwers: 28.954 Scheidsrechter: Kevin Blom |
| 10 december 2015 21:05 uur | Eysseric 76'  | Verslag | 52' Matri | Stade Geoffroy-Guichard, Saint-Étienne Toeschouwers: 28.954 Scheidsrechter: Kevin Blom |

#### Groep H
| Club              | Wed | Win | Gel | Ver | DV | DT | +/− | Pnt |
| ----------------- | --- | --- | --- | --- | -- | -- | --- | --- |
| Lokomotiv Moskou  | 6   | 3   | 2   | 1   | 12 | 7  | +5  | 11  |
| Sporting Lissabon | 6   | 3   | 1   | 2   | 14 | 11 | +3  | 10  |
| Beşiktaş          | 6   | 2   | 3   | 1   | 7  | 6  | +1  | 9   |
| Skënderbeu Korçë  | 6   | 1   | 0   | 5   | 4  | 13 | −9  | 3   |

|                             |                   |         |                             |                                                                                           |
| 17 september 2015 21:05 uur | Sporting Lissabon | 1 – 3   | Lokomotiv Moskou            | Estádio José Alvalade, Lissabon Toeschouwers: 25.400 Scheidsrechter: Robert Schörgenhofer |
| 17 september 2015 21:05 uur | Montero 51'       | Verslag | 13', 57' Samedov 66' Niasse | Estádio José Alvalade, Lissabon Toeschouwers: 25.400 Scheidsrechter: Robert Schörgenhofer |

|                             |                  |         |          |                                                                         |
| 17 september 2015 21:05 uur | Skënderbeu Korçë | 0 – 1   | Beşiktaş | Elbasan Arena, Elbasan Toeschouwers: 5.482 Scheidsrechter: Tamás Bognár |
| 17 september 2015 21:05 uur |                  | Verslag | 29' Sosa | Elbasan Arena, Elbasan Toeschouwers: 5.482 Scheidsrechter: Tamás Bognár |

|                          |          |         |                   |                                                                                             |
| 1 oktober 2015 19:00 uur | Beşiktaş | 1 – 1   | Sporting Lissabon | Atatürk Olympisch Stadion, Istanboel Toeschouwers: 25.827 Scheidsrechter: Paolo Tagliavento |
| 1 oktober 2015 19:00 uur | Töre 62' | Verslag | 17' Ruiz          | Atatürk Olympisch Stadion, Istanboel Toeschouwers: 25.827 Scheidsrechter: Paolo Tagliavento |

|                          |                        |         |                  |                                                                             |
| 1 oktober 2015 19:00 uur | Lokomotiv Moskou       | 2 – 0   | Skënderbeu Korçë | Lokomotivstadion, Moskou Toeschouwers: 10.340 Scheidsrechter: Orel Grinfeld |
| 1 oktober 2015 19:00 uur | Niasse 36' Samedov 74' | Verslag |                  | Lokomotivstadion, Moskou Toeschouwers: 10.340 Scheidsrechter: Orel Grinfeld |

|                           |                                      |         |           |                                                                              |
| 22 oktober 2015 19:00 uur | Lokomotiv Moskou                     | 1 – 1   | Beşiktaş  | Lokomotivstadion, Moskou Toeschouwers: 19.124 Scheidsrechter: Serge Gumienny |
| 22 oktober 2015 19:00 uur | Maicon 55' Guilherme 70' Ćorluka 70' | Verslag | 65' Gómez | Lokomotivstadion, Moskou Toeschouwers: 19.124 Scheidsrechter: Serge Gumienny |

|                           |                                                                        |         |                               |                                                                                     |
| 22 oktober 2015 19:00 uur | Sporting Lissabon                                                      | 5 – 1   | Skënderbeu Korçë              | Estádio José Alvalade, Lissabon Toeschouwers: 20.567 Scheidsrechter: Clayton Pisani |
| 22 oktober 2015 19:00 uur | Aquilani 39' (pen.) Montero 42' (pen.) Pereira 65', 78' Figueiredo 70' | Verslag | 90' Jashanica 14', 25' Salihi | Estádio José Alvalade, Lissabon Toeschouwers: 20.567 Scheidsrechter: Clayton Pisani |

|                           |              |         |                  |                                                                                        |
| 5 november 2015 17:00 uur | Beşiktaş     | 1 – 1   | Lokomotiv Moskou | Atatürk Olympisch Stadion, Istanboel Toeschouwers: 24.690 Scheidsrechter: Felix Zwayer |
| 5 november 2015 17:00 uur | Quaresma 59' | Verslag | 77' Niasse       | Atatürk Olympisch Stadion, Istanboel Toeschouwers: 24.690 Scheidsrechter: Felix Zwayer |

|                           |                                  |         |                   |                                                                          |
| 5 november 2015 21:05 uur | Skënderbeu Korçë                 | 3 – 0   | Sporting Lissabon | Elbasan Arena, Elbasan Toeschouwers: 1.783 Scheidsrechter: Kristo Tohver |
| 5 november 2015 21:05 uur | Lilaj 15', 20' (pen.) Nimaga 57' | Verslag | 18' Rui Patrício  | Elbasan Arena, Elbasan Toeschouwers: 1.783 Scheidsrechter: Kristo Tohver |

|                            |                           |         |                                              |                                                                                   |
| 26 november 2015 19:00 uur | Lokomotiv Moskou          | 2 – 4   | Sporting Lissabon                            | Lokomotivstadion, Moskou Toeschouwers: 11.043 Scheidsrechter: Antonio Mateu Lahoz |
| 26 november 2015 19:00 uur | Maicon 6' Mirantsjoek 87' | Verslag | 21' Montero 39' Ruiz 44' Martins 61' Pereira | Lokomotivstadion, Moskou Toeschouwers: 11.043 Scheidsrechter: Antonio Mateu Lahoz |

|                            |                |         |                  |                                                                                     |
| 26 november 2015 19:00 uur | Beşiktaş       | 2 – 0   | Skënderbeu Korçë | Atatürk Olympisch Stadion, Istanboel Toeschouwers: 11.155 Scheidsrechter: Paweł Gil |
| 26 november 2015 19:00 uur | Tosun 36', 79' | Verslag |                  | Atatürk Olympisch Stadion, Istanboel Toeschouwers: 11.155 Scheidsrechter: Paweł Gil |

|                            |                                    |         |           |                                                                                   |
| 10 december 2015 21:05 uur | Sporting Lissabon                  | 3 – 1   | Beşiktaş  | Estádio José Alvalade, Lissabon Toeschouwers: 28.211 Scheidsrechter: Manuel Gräfe |
| 10 december 2015 21:05 uur | Slimani 67' Ruiz 72' Gutiérrez 78' | Verslag | 58' Gómez | Estádio José Alvalade, Lissabon Toeschouwers: 28.211 Scheidsrechter: Manuel Gräfe |

|                            |                  |         |                                    |                                                                             |
| 10 december 2015 21:05 uur | Skënderbeu Korçë | 0 – 3   | Lokomotiv Moskou                   | Elbasan Arena, Elbasan Toeschouwers: 1.152 Scheidsrechter: Marijo Strahonja |
| 10 december 2015 21:05 uur |                  | Verslag | 18' Tarasov 89' Niasse 90' Samedov | Elbasan Arena, Elbasan Toeschouwers: 1.152 Scheidsrechter: Marijo Strahonja |

#### Groep I
| Club        | Wed | Win | Gel | Ver | DV | DT | +/− | Pnt |
| ----------- | --- | --- | --- | --- | -- | -- | --- | --- |
| FC Basel    | 6   | 4   | 1   | 1   | 10 | 5  | +5  | 13  |
| Fiorentina  | 6   | 3   | 1   | 2   | 11 | 6  | +5  | 10  |
| Lech Poznań | 6   | 1   | 2   | 3   | 2  | 6  | −4  | 5   |
| Belenenses  | 6   | 1   | 2   | 3   | 2  | 8  | −6  | 5   |

|                             |                          |         |                          |                                                                                      |
| 17 september 2015 21:05 uur | Fiorentina               | 1 – 2   | FC Basel                 | Stadio Artemio Franchi, Florence Toeschouwers: 15.212 Scheidsrechter: Michael Oliver |
| 17 september 2015 21:05 uur | Kalinić 5' Rodríguez 67' | Verslag | 72' Bjarnason 80' Elneny | Stadio Artemio Franchi, Florence Toeschouwers: 15.212 Scheidsrechter: Michael Oliver |

|                             |             |       |            |                                                                        |
| 17 september 2015 21:05 uur | Lech Poznań | 0 – 0 | Belenenses | INEA Stadion, Poznań Toeschouwers: 7.934 Scheidsrechter: Sergiej Bojko |
| 17 september 2015 21:05 uur | Verslag     |       |            | INEA Stadion, Poznań Toeschouwers: 7.934 Scheidsrechter: Sergiej Bojko |

|                          |            |         |                                                                |                                                                                     |
| 1 oktober 2015 19:00 uur | Belenenses | 0 – 4   | Fiorentina                                                     | Estádio do Restelo, Lissabon Toeschouwers: 6.886 Scheidsrechter: Aleksandar Stavrev |
| 1 oktober 2015 19:00 uur |            | Verslag | 19' Bernardeschi 45+2' Babacar 84' (e.d.) Tonel 90+1' G. Rossi | Estádio do Restelo, Lissabon Toeschouwers: 6.886 Scheidsrechter: Aleksandar Stavrev |

|                          |                            |         |                  |                                                                          |
| 1 oktober 2015 19:00 uur | FC Basel                   | 2 – 0   | Lech Poznań      | St. Jakob-Park, Bazel Toeschouwers: 17.567 Scheidsrechter: Ognjen Valjić |
| 1 oktober 2015 19:00 uur | Bjarnason 56' Embolo 90+1' | Verslag | 23', 50' Linetty | St. Jakob-Park, Bazel Toeschouwers: 17.567 Scheidsrechter: Ognjen Valjić |

|                           |          |         |                     |                                                                            |
| 22 oktober 2015 19:00 uur | FC Basel | 1 – 2   | Belenenses          | St. Jakob-Park, Bazel Toeschouwers: 17.275 Scheidsrechter: Simon Lee Evans |
| 22 oktober 2015 19:00 uur | Lang 16' | Verslag | 28' Leal 45+2' Kuca | St. Jakob-Park, Bazel Toeschouwers: 17.275 Scheidsrechter: Simon Lee Evans |

|                           |                            |         |                        |                                                                                         |
| 22 oktober 2015 19:00 uur | Fiorentina                 | 1 – 2   | Lech Poznań            | Stadio Artemio Franchi, Florence Toeschouwers: 13.792 Scheidsrechter: Gediminas Mažeika |
| 22 oktober 2015 19:00 uur | G. Rossi 90+1' Rebić 90+2' | Verslag | 66' Kownacki 83' Gajos | Stadio Artemio Franchi, Florence Toeschouwers: 13.792 Scheidsrechter: Gediminas Mažeika |

|                           |            |         |                               |                                                                               |
| 5 november 2015 21:05 uur | Belenenses | 0 – 2   | FC Basel                      | Estádio do Restelo, Lissabon Toeschouwers: 4.802 Scheidsrechter: Tamás Bognár |
| 5 november 2015 21:05 uur |            | Verslag | 45+1' (pen.) Janko 65' Embolo | Estádio do Restelo, Lissabon Toeschouwers: 4.802 Scheidsrechter: Tamás Bognár |

|                           |             |         |                 |                                                                         |
| 5 november 2015 21:05 uur | Lech Poznań | 0 – 2   | Fiorentina      | INEA Stadion, Poznań Toeschouwers: 22.343 Scheidsrechter: Halis Özkahya |
| 5 november 2015 21:05 uur |             | Verslag | 43', 84' Iličić | INEA Stadion, Poznań Toeschouwers: 22.343 Scheidsrechter: Halis Özkahya |

|                            |                      |         |                                     |                                                                          |
| 26 november 2015 19:00 uur | FC Basel             | 2 – 2   | Fiorentina                          | St. Jakob-Park, Bazel Toeschouwers: 22.550 Scheidsrechter: Ivan Kružliak |
| 26 november 2015 19:00 uur | Suchý 41' Elneny 75' | Verslag | 24', 37' Bernardeschi 27' Roncaglia | St. Jakob-Park, Bazel Toeschouwers: 22.550 Scheidsrechter: Ivan Kružliak |

|                            |            |       |             |                                                                                |
| 26 november 2015 19:00 uur | Belenenses | 0 – 0 | Lech Poznań | Estádio do Restelo, Lissabon Toeschouwers: 1.987 Scheidsrechter: Arnold Hunter |
| 26 november 2015 19:00 uur | Verslag    |       |             | Estádio do Restelo, Lissabon Toeschouwers: 1.987 Scheidsrechter: Arnold Hunter |

|                            |             |         |            |                                                                                            |
| 10 december 2015 21:05 uur | Fiorentina  | 1 – 0   | Belenenses | Stadio Artemio Franchi, Florence Toeschouwers: 12.756 Scheidsrechter: Vladislav Bezborodov |
| 10 december 2015 21:05 uur | Babacar 67' | Verslag |            | Stadio Artemio Franchi, Florence Toeschouwers: 12.756 Scheidsrechter: Vladislav Bezborodov |

|                            |             |         |             |                                                                         |
| 10 december 2015 21:05 uur | Lech Poznań | 0 – 1   | FC Basel    | INEA Stadion, Poznań Toeschouwers: 10.457 Scheidsrechter: Robert Madden |
| 10 december 2015 21:05 uur |             | Verslag | 50' Boëtius | INEA Stadion, Poznań Toeschouwers: 10.457 Scheidsrechter: Robert Madden |

#### Groep J
| Club              | Wed | Win | Gel | Ver | DV | DT | +/− | Pnt |
| ----------------- | --- | --- | --- | --- | -- | -- | --- | --- |
| Tottenham Hotspur | 6   | 4   | 1   | 1   | 12 | 6  | +6  | 13  |
| Anderlecht        | 6   | 3   | 1   | 2   | 8  | 6  | +2  | 10  |
| AS Monaco         | 6   | 1   | 3   | 2   | 5  | 9  | −4  | 6   |
| Qarabağ           | 6   | 1   | 1   | 4   | 4  | 8  | −4  | 4   |

|                             |            |         |            |                                                                                                |
| 17 september 2015 21:05 uur | Anderlecht | 1 – 1   | AS Monaco  | Constant Vanden Stockstadion, Anderlecht Toeschouwers: 15.576 Scheidsrechter: Miroslav Zelinka |
| 17 september 2015 21:05 uur | Gillet 12' | Verslag | 86' Traoré | Constant Vanden Stockstadion, Anderlecht Toeschouwers: 15.576 Scheidsrechter: Miroslav Zelinka |

|                             |                         |         |            |                                                                               |
| 17 september 2015 21:05 uur | Tottenham Hotspur       | 3 – 1   | Qarabağ    | White Hart Lane, Londen Toeschouwers: 26.463 Scheidsrechter: Adrien Jaccottet |
| 17 september 2015 21:05 uur | Son 29', 31' Lamela 87' | Verslag | 8' Richard | White Hart Lane, Londen Toeschouwers: 26.463 Scheidsrechter: Adrien Jaccottet |

|                          |             |         |            |                                                                                    |
| 1 oktober 2015 19:00 uur | Qarabağ     | 1 – 0   | Anderlecht | Tofikh Bakhramovstadion, Bakoe Toeschouwers: 25.000 Scheidsrechter: Oliver Drachta |
| 1 oktober 2015 19:00 uur | Richard 37' | Verslag |            | Tofikh Bakhramovstadion, Bakoe Toeschouwers: 25.000 Scheidsrechter: Oliver Drachta |

|                          |                 |         |                   |                                                                              |
| 1 oktober 2015 19:00 uur | AS Monaco       | 1 – 1   | Tottenham Hotspur | Stade Louis II, Monaco Toeschouwers: 7.216 Scheidsrechter: Artur Soares Dias |
| 1 oktober 2015 19:00 uur | El Shaarawy 82' | Verslag | 36' Lamela        | Stade Louis II, Monaco Toeschouwers: 7.216 Scheidsrechter: Artur Soares Dias |

|                           |            |         |         |                                                                         |
| 22 oktober 2015 19:00 uur | AS Monaco  | 1 – 0   | Qarabağ | Stade Louis II, Monaco Toeschouwers: 6.165 Scheidsrechter: Jakob Kehlet |
| 22 oktober 2015 19:00 uur | Traoré 71' | Verslag |         | Stade Louis II, Monaco Toeschouwers: 6.165 Scheidsrechter: Jakob Kehlet |

|                           |                      |         |                   |                                                                                              |
| 22 oktober 2015 19:00 uur | Anderlecht           | 2 – 1   | Tottenham Hotspur | Constant Vanden Stockstadion, Anderlecht Toeschouwers: 18.504 Scheidsrechter: Pol van Boekel |
| 22 oktober 2015 19:00 uur | Gillet 13' Okaka 76' | Verslag | 5' Eriksen        | Constant Vanden Stockstadion, Anderlecht Toeschouwers: 18.504 Scheidsrechter: Pol van Boekel |

|                           |                |         |               |                                                                                    |
| 5 november 2015 17:00 uur | Qarabağ        | 1 – 1   | AS Monaco     | Tofikh Bakhramovstadion, Bakoe Toeschouwers: 30.200 Scheidsrechter: Cristian Balaj |
| 5 november 2015 17:00 uur | Armenteros 40' | Verslag | 73' Cavaleiro | Tofikh Bakhramovstadion, Bakoe Toeschouwers: 30.200 Scheidsrechter: Cristian Balaj |

|                           |                      |         |             |                                                                            |
| 5 november 2015 21:05 uur | Tottenham Hotspur    | 2 – 1   | Anderlecht  | White Hart Lane, Londen Toeschouwers: 33.479 Scheidsrechter: Orel Grinfeld |
| 5 november 2015 21:05 uur | Kane 30' Dembélé 88' | Verslag | 72' Ezekiel | White Hart Lane, Londen Toeschouwers: 33.479 Scheidsrechter: Orel Grinfeld |

|                            |           |         |                             |                                                                         |
| 26 november 2015 19:00 uur | AS Monaco | 0 – 2   | Anderlecht                  | Stade Louis II, Monaco Toeschouwers: 5.913 Scheidsrechter: Manuel Gräfe |
| 26 november 2015 19:00 uur |           | Verslag | 45+2' Gillet 79' Acheampong | Stade Louis II, Monaco Toeschouwers: 5.913 Scheidsrechter: Manuel Gräfe |

|                            |         |         |                   |                                                                                             |
| 26 november 2015 19:00 uur | Qarabağ | 0 – 1   | Tottenham Hotspur | Tofikh Bakhramovstadion, Bakoe Toeschouwers: 28.000 Scheidsrechter: Anastasios Sidiropoulos |
| 26 november 2015 19:00 uur |         | Verslag | 79' Kane          | Tofikh Bakhramovstadion, Bakoe Toeschouwers: 28.000 Scheidsrechter: Anastasios Sidiropoulos |

|                            |                     |         |              |                                                                                             |
| 10 december 2015 21:05 uur | Anderlecht          | 2 – 1   | Qarabağ      | Constant Vanden Stockstadion, Anderlecht Toeschouwers: 16.075 Scheidsrechter: Slavko Vinčić |
| 10 december 2015 21:05 uur | Najar 29' Okaka 31' | Verslag | 26' Quintana | Constant Vanden Stockstadion, Anderlecht Toeschouwers: 16.075 Scheidsrechter: Slavko Vinčić |

|                            |                                 |         |                 |                                                                         |
| 10 december 2015 21:05 uur | Tottenham Hotspur               | 4 – 1   | AS Monaco       | White Hart Lane, Londen Toeschouwers: 34.122 Scheidsrechter: Ivan Bebek |
| 10 december 2015 21:05 uur | Lamela 2', 15', 38' Carroll 78' | Verslag | 61' El Shaarawy | White Hart Lane, Londen Toeschouwers: 34.122 Scheidsrechter: Ivan Bebek |

#### Groep K
| Club             | Wed | Win | Gel | Ver | DV | DT | +/− | Pnt |
| ---------------- | --- | --- | --- | --- | -- | -- | --- | --- |
| Schalke 04       | 6   | 4   | 2   | 0   | 15 | 3  | +12 | 14  |
| Sparta Praag     | 6   | 3   | 3   | 0   | 10 | 5  | +5  | 12  |
| Asteras Tripolis | 6   | 1   | 1   | 4   | 4  | 12 | −8  | 4   |
| APOEL            | 6   | 1   | 0   | 5   | 3  | 12 | −9  | 3   |

|                             |                 |         |                              |                                                                            |
| 17 september 2015 21:05 uur | APOEL           | 0 – 3   | Schalke 04                   | New GSP Stadium, Nicosia Toeschouwers: 13.512 Scheidsrechter: Tony Chapron |
| 17 september 2015 21:05 uur | De Vincenti 78' | Verslag | 29' Matip 36', 72' Huntelaar | New GSP Stadium, Nicosia Toeschouwers: 13.512 Scheidsrechter: Tony Chapron |

|                             |                  |         |              |                                                                                              |
| 17 september 2015 21:05 uur | Asteras Tripolis | 1 – 1   | Sparta Praag | Theodoros Kolokotronisstadion, Tripolis Toeschouwers: 2.984 Scheidsrechter: Marijo Strahonja |
| 17 september 2015 21:05 uur | Mazza 3'         | Verslag | 57' Lafata   | Theodoros Kolokotronisstadion, Tripolis Toeschouwers: 2.984 Scheidsrechter: Marijo Strahonja |

|                          |                      |         |       |                                                                     |
| 1 oktober 2015 19:00 uur | Sparta Praag         | 2 – 0   | APOEL | Generali Arena, Praag Toeschouwers: 9.130 Scheidsrechter: Paweł Gil |
| 1 oktober 2015 19:00 uur | Fatai 25' Brabec 61' | Verslag |       | Generali Arena, Praag Toeschouwers: 9.130 Scheidsrechter: Paweł Gil |

|                          |                                             |         |                  |                                                                                  |
| 1 oktober 2015 19:00 uur | Schalke 04                                  | 4 – 0   | Asteras Tripolis | Veltins-Arena, Gelsenkirchen Toeschouwers: 42.447 Scheidsrechter: Pol van Boekel |
| 1 oktober 2015 19:00 uur | Di Santo 29', 38', 45' (pen.) Huntelaar 85' | Verslag |                  | Veltins-Arena, Gelsenkirchen Toeschouwers: 42.447 Scheidsrechter: Pol van Boekel |

|                           |                      |         |                      |                                                                                     |
| 22 oktober 2015 19:00 uur | Schalke 04           | 2 – 2   | Sparta Praag         | Veltins-Arena, Gelsenkirchen Toeschouwers: 51.244 Scheidsrechter: Artur Soares Dias |
| 22 oktober 2015 19:00 uur | Di Santo 7' Sané 74' | Verslag | 51' Fatai 64' Lafata | Veltins-Arena, Gelsenkirchen Toeschouwers: 51.244 Scheidsrechter: Artur Soares Dias |

|                           |                             |         |                  |                                                                              |
| 22 oktober 2015 19:00 uur | APOEL                       | 2 – 1   | Asteras Tripolis | New GSP Stadium, Nicosia Toeschouwers: 12.783 Scheidsrechter: Aleksej Jeskov |
| 22 oktober 2015 19:00 uur | Cavenaghi 45+10' Carlão 60' | Verslag | 9' Lluy          | New GSP Stadium, Nicosia Toeschouwers: 12.783 Scheidsrechter: Aleksej Jeskov |

|                           |              |         |                 |                                                                              |
| 5 november 2015 21:05 uur | Sparta Praag | 1 – 1   | Schalke 04      | Generali Arena, Praag Toeschouwers: 17.352 Scheidsrechter: Carlos Clos Gómez |
| 5 november 2015 21:05 uur | Lafata 7'    | Verslag | 21' (pen.) Geis | Generali Arena, Praag Toeschouwers: 17.352 Scheidsrechter: Carlos Clos Gómez |

|                           |                            |         |       |                                                                                            |
| 5 november 2015 21:05 uur | Asteras Tripolis           | 2 – 0   | APOEL | Theodoros Kolokotronisstadion, Tripolis Toeschouwers: 3.624 Scheidsrechter: Oliver Drachta |
| 5 november 2015 21:05 uur | Bertoglio 3' Giannou 45+2' | Verslag |       | Theodoros Kolokotronisstadion, Tripolis Toeschouwers: 3.624 Scheidsrechter: Oliver Drachta |

|                            |                   |         |       |                                                                                  |
| 26 november 2015 19:00 uur | Schalke 04        | 1 – 0   | APOEL | Veltins-Arena, Gelsenkirchen Toeschouwers: 43.117 Scheidsrechter: Andreas Ekberg |
| 26 november 2015 19:00 uur | Choupo-Moting 87' | Verslag |       | Veltins-Arena, Gelsenkirchen Toeschouwers: 43.117 Scheidsrechter: Andreas Ekberg |

|                            |                            |         |                  |                                                                           |
| 26 november 2015 19:00 uur | Sparta Praag               | 1 – 0   | Asteras Tripolis | Generali Arena, Praag Toeschouwers: 10.140 Scheidsrechter: Michael Oliver |
| 26 november 2015 19:00 uur | Brabec 34' Krejčí 77', 83' | Verslag |                  | Generali Arena, Praag Toeschouwers: 10.140 Scheidsrechter: Michael Oliver |

|                            |              |         |                           |                                                                         |
| 10 december 2015 21:05 uur | APOEL        | 1 – 3   | Sparta Praag              | New GSP Stadium, Nicosia Toeschouwers: 5.940 Scheidsrechter: István Vad |
| 10 december 2015 21:05 uur | Cavenaghi 6' | Verslag | 63' Juliš 77', 87' Lafata | New GSP Stadium, Nicosia Toeschouwers: 5.940 Scheidsrechter: István Vad |

|                            |                  |         |                                               |                                                                                         |
| 10 december 2015 21:05 uur | Asteras Tripolis | 0 – 4   | Schalke 04                                    | Theodoros Kolokotronisstadion, Tripolis Toeschouwers: 2.501 Scheidsrechter: Liran Liany |
| 10 december 2015 21:05 uur |                  | Verslag | 29' Di Santo 37', 78' Choupo-Moting 86' Meyer | Theodoros Kolokotronisstadion, Tripolis Toeschouwers: 2.501 Scheidsrechter: Liran Liany |

#### Groep L
| Club            | Wed | Win | Gel | Ver | DV | DT | +/− | Pnt |
| --------------- | --- | --- | --- | --- | -- | -- | --- | --- |
| Athletic Bilbao | 6   | 4   | 1   | 1   | 16 | 8  | +8  | 13  |
| Augsburg        | 6   | 3   | 0   | 3   | 12 | 11 | +1  | 9   |
| Partizan        | 6   | 3   | 0   | 3   | 10 | 14 | −4  | 9   |
| AZ              | 6   | 1   | 1   | 4   | 8  | 13 | −5  | 4   |

|                             |                               |         |                                                      |                                                                              |
| 17 september 2015 21:05 uur | Partizan                      | 3 – 2   | AZ                                                   | Partizanstadion, Belgrado Toeschouwers: 7.949 Scheidsrechter: Daniele Orsato |
| 17 september 2015 21:05 uur | Oumarou 12', 40' Živković 90' | Verslag | 35' Van der Linden 90+4' Henriksen 43', 79' Hupperts | Partizanstadion, Belgrado Toeschouwers: 7.949 Scheidsrechter: Daniele Orsato |

|                             |                               |         |              |                                                                             |
| 17 september 2015 21:05 uur | Athletic Bilbao               | 3 – 1   | Augsburg     | San Mamés, Bilbao Toeschouwers: 37.838 Scheidsrechter: Vladislav Bezborodov |
| 17 september 2015 21:05 uur | Aduriz 56', 67' Susaeta 90+1' | Verslag | 16' Altıntop | San Mamés, Bilbao Toeschouwers: 37.838 Scheidsrechter: Vladislav Bezborodov |

|                          |               |         |                                 |                                                                          |
| 1 oktober 2015 19:00 uur | Augsburg      | 1 – 3   | Partizan                        | WWK ARENA, Augsburg Toeschouwers: 22.948 Scheidsrechter: Alexandru Tudor |
| 1 oktober 2015 19:00 uur | Bobadilla 58' | Verslag | 32', 63' Živković 55' (e.d.) Ji | WWK ARENA, Augsburg Toeschouwers: 22.948 Scheidsrechter: Alexandru Tudor |

|                          |                                 |         |                 |                                                                          |
| 1 oktober 2015 19:00 uur | AZ                              | 2 – 1   | Athletic Bilbao | AFAS Stadion, Alkmaar Toeschouwers: 11.434 Scheidsrechter: Ivan Kružliak |
| 1 oktober 2015 19:00 uur | Henriksen 56' Bóveda 66' (e.d.) | Verslag | 76' Aduriz      | AFAS Stadion, Alkmaar Toeschouwers: 11.434 Scheidsrechter: Ivan Kružliak |

|                           |    |         |                |                                                                             |
| 22 oktober 2015 19:00 uur | AZ | 0 – 1   | Augsburg       | AFAS Stadion, Alkmaar Toeschouwers: 16.511 Scheidsrechter: Miroslav Zelinka |
| 22 oktober 2015 19:00 uur |    | Verslag | 76' Trochowski | AFAS Stadion, Alkmaar Toeschouwers: 16.511 Scheidsrechter: Miroslav Zelinka |

|                           |          |         |                      |                                                                                 |
| 22 oktober 2015 19:00 uur | Partizan | 0 – 2   | Athletic Bilbao      | Partizanstadion, Belgrado Toeschouwers: 11.128 Scheidsrechter: Paweł Raczkowski |
| 22 oktober 2015 19:00 uur |          | Verslag | 33' García 86' Beñat | Partizanstadion, Belgrado Toeschouwers: 11.128 Scheidsrechter: Paweł Raczkowski |

|                           |                                |         |               |                                                                        |
| 5 november 2015 21:05 uur | Augsburg                       | 4 – 1   | AZ            | WWK ARENA, Augsburg Toeschouwers: 24.241 Scheidsrechter: Robert Madden |
| 5 november 2015 21:05 uur | Bobadilla 25', 34', 75' Ji 67' | Verslag | 45+2' Janssen | WWK ARENA, Augsburg Toeschouwers: 24.241 Scheidsrechter: Robert Madden |

|                           |                                                      |         |             |                                                                            |
| 5 november 2015 21:05 uur | Athletic Bilbao                                      | 5 – 1   | Partizan    | San Mamés, Bilbao Toeschouwers: 39.849 Scheidsrechter: Mihalis Koukoulakis |
| 5 november 2015 21:05 uur | Williams 16', 20' Beñat 41' Aduriz 72' Elustondo 82' | Verslag | 18' Oumarou | San Mamés, Bilbao Toeschouwers: 39.849 Scheidsrechter: Mihalis Koukoulakis |

|                            |                |         |                          |                                                                           |
| 26 november 2015 19:00 uur | AZ             | 1 – 2   | Partizan                 | AFAS Stadion, Alkmaar Toeschouwers: 12.784 Scheidsrechter: Harald Lechner |
| 26 november 2015 19:00 uur | Dos Santos 49' | Verslag | 66' Oumarou 90' Živković | AFAS Stadion, Alkmaar Toeschouwers: 12.784 Scheidsrechter: Harald Lechner |

|                            |                              |         |                             |                                                                            |
| 26 november 2015 19:00 uur | Augsburg                     | 2 – 3   | Athletic Bilbao             | WWK ARENA, Augsburg Toeschouwers: 23.741 Scheidsrechter: Artur Soares Dias |
| 26 november 2015 19:00 uur | Trochowski 42' Bobadilla 60' | Verslag | 11' Susaeta 84', 87' Aduriz | WWK ARENA, Augsburg Toeschouwers: 23.741 Scheidsrechter: Artur Soares Dias |

|                            |                                 |         |                                       |                                                                                  |
| 10 december 2015 21:05 uur | Partizan                        | 1 – 3   | Augsburg                              | Partizanstadion, Belgrado Toeschouwers: 14.132 Scheidsrechter: Paolo Tagliavento |
| 10 december 2015 21:05 uur | Oumarou 11' Živković 45+1', 81' | Verslag | 45+2' Hong 51' Verhaegh 89' Bobadilla | Partizanstadion, Belgrado Toeschouwers: 14.132 Scheidsrechter: Paolo Tagliavento |

|                            |                              |         |                             |                                                                       |
| 10 december 2015 21:05 uur | Athletic Bilbao              | 2 – 2   | AZ                          | San Mamés, Bilbao Toeschouwers: 29.483 Scheidsrechter: Benoît Bastien |
| 10 december 2015 21:05 uur | Sola 43' San José 47' (pen.) | Verslag | 26' Van Overeem 88' Janssen | San Mamés, Bilbao Toeschouwers: 29.483 Scheidsrechter: Benoît Bastien |

## Knock-outfase
- Tijdens de loting voor de laatste 32 hadden de twaalf groepswinnaars en de vier sterkste nummers drie uit de eerste ronde van de Champions League een geplaatste status, de twaalf nummers twee en de vier slechtste nummers drie van de eerste ronde in de Champions League hadden een ongeplaatste status. De geplaatste teams werden geloot tegen de ongeplaatste teams. Ploegen die in dezelfde groep zaten en ploegen uit dezelfde landen konden in deze ronde niet tegen elkaar worden geloot.
- Vanaf de achtste finales was er geen geplaatste en ongeplaatste status meer en kon iedereen elkaar loten.

### Laatste 32
De loting vond plaats op 14 december 2015.
De heenwedstrijden werden gespeeld op 18 februari 2016. Op 25 februari 2016 waren de returns.
| Team 1              | Tot.      | Team 2            | 1e wedstr. | 2e wedstr. |
| ------------------- | --------- | ----------------- | ---------- | ---------- |
| Valencia            | 10 – 0    | Rapid Wien        | 6 – 0      | 4 – 0      |
| Fiorentina          | 1 – 4     | Tottenham Hotspur | 1 – 1      | 0 – 3      |
| Borussia Dortmund   | 3 – 0     | Porto             | 2 – 0      | 1 – 0      |
| Fenerbahçe          | 3 – 1     | Lokomotiv Moskou  | 2 – 0      | 1 – 1      |
| Anderlecht          | 3 – 1     | Olympiakos        | 1 – 0      | 2 – 1      |
| Midtjylland         | 3 – 6     | Manchester United | 2 – 1      | 1 – 5      |
| Augsburg            | 0 – 1     | Liverpool         | 0 – 0      | 0 – 1      |
| Sparta Praag        | 4 – 0     | Krasnodar         | 1 – 0      | 3 – 0      |
| Galatasaray         | 2 – 4     | Lazio             | 1 – 1      | 1 – 3      |
| Sion                | 3 – 4     | Braga             | 1 – 2      | 2 – 2      |
| Sjachtar Donetsk    | 3 – 0     | Schalke 04        | 0 – 0      | 3 – 0      |
| Olympique Marseille | 1 – 2     | Athletic Bilbao   | 0 – 1      | 1 – 1      |
| Sevilla             | 3 – 1     | Molde             | 3 – 0      | 0 – 1      |
| Sporting Lissabon   | 1 – 4     | Bayer Leverkusen  | 0 – 1      | 1 – 3      |
| Villarreal          | 2 – 1     | Napoli            | 1 – 0      | 1 – 1      |
| Saint-Étienne       | 4 – 4 (u) | Basel             | 3 – 2      | 1 – 2      |

#### Heenwedstrijden
|                            |                |       |                  |                                                                                             |
| 16 februari 2016 18:00 uur | Fenerbahçe     | 2 – 0 | Lokomotiv Moskou | Şükrü Saracoğlustadion, Istanboel Toeschouwers: 36.195 Scheidsrechter: Martin Strömbergsson |
| 16 februari 2016 18:00 uur | Souza 19', 73' |       |                  | Şükrü Saracoğlustadion, Istanboel Toeschouwers: 36.195 Scheidsrechter: Martin Strömbergsson |

|                            |                  |       |                   |                                                                                    |
| 18 februari 2016 19:00 uur | Fiorentina       | 1 – 1 | Tottenham Hotspur | Stadio Artemio Franchi, Florence Toeschouwers: 15.200 Scheidsrechter: Felix Zwayer |
| 18 februari 2016 19:00 uur | Bernardeschi 60' |       | 38' (pen.) Chadli | Stadio Artemio Franchi, Florence Toeschouwers: 15.200 Scheidsrechter: Felix Zwayer |

|                            |                      |       |       |                                                                             |
| 18 februari 2016 19:00 uur | Borussia Dortmund    | 2 – 0 | Porto | Signal Iduna Park, Dortmund Toeschouwers: 65.851 Scheidsrechter: Luca Banti |
| 18 februari 2016 19:00 uur | Piszczek 7' Reus 72' |       |       | Signal Iduna Park, Dortmund Toeschouwers: 65.851 Scheidsrechter: Luca Banti |

|                            |            |       |            |                                                                                          |
| 18 februari 2016 19:00 uur | Anderlecht | 1 – 0 | Olympiakos | Constant Vanden Stockstadion, Anderlecht Toeschouwers: 15.397 Scheidsrechter: Ivan Bebek |
| 18 februari 2016 19:00 uur | Kara 69'   |       |            | Constant Vanden Stockstadion, Anderlecht Toeschouwers: 15.397 Scheidsrechter: Ivan Bebek |

|                            |                       |       |                   |                                                                          |
| 18 februari 2016 19:00 uur | Midtjylland           | 2 – 1 | Manchester United | MCH Arena, Herning Toeschouwers: 9.182 Scheidsrechter: Artur Soares Dias |
| 18 februari 2016 19:00 uur | Sisto 45' Onuachu 72' |       | 38' Memphis       | MCH Arena, Herning Toeschouwers: 9.182 Scheidsrechter: Artur Soares Dias |

|                            |                               |       |       |                                                                                               |
| 18 februari 2016 19:00 uur | Sevilla                       | 3 – 0 | Molde | Estadio Ramón Sánchez Pizjuán, Sevilla Toeschouwers: 28.920 Scheidsrechter: Gediminas Mažeika |
| 18 februari 2016 19:00 uur | Llorente 36', 50' Gameiro 73' |       |       | Estadio Ramón Sánchez Pizjuán, Sevilla Toeschouwers: 28.920 Scheidsrechter: Gediminas Mažeika |

|                            |            |       |        |                                                                                  |
| 18 februari 2016 19:00 uur | Villarreal | 1 – 0 | Napoli | Estadio El Madrigal, Villarreal Toeschouwers: 17.686 Scheidsrechter: Bas Nijhuis |
| 18 februari 2016 19:00 uur | Suárez 83' |       |        | Estadio El Madrigal, Villarreal Toeschouwers: 17.686 Scheidsrechter: Bas Nijhuis |

|                            |                                         |       |                             | |
| 18 februari 2016 19:00 uur | Saint-Étienne                           | 3 – 2 | Basel                       | Stade Geoffroy-Guichard, Saint-Étienne Toeschouwers: 27.013 Scheidsrechter: Anastasios Sidiropoulos |
| 18 februari 2016 19:00 uur | Sall 10' Monnet-Paquet 40' Bahebeck 78' |       | 45' Samuel 57' (pen.) Janko | Stade Geoffroy-Guichard, Saint-Étienne Toeschouwers: 27.013 Scheidsrechter: Anastasios Sidiropoulos |

|                            |                                                           |       |            |                                                                                  |
| 18 februari 2016 21:05 uur | Valencia                                                  | 6 – 0 | Rapid Wien | Estadio Mestalla, Valencia Toeschouwers: 28.831 Scheidsrechter: Miroslav Zelinka |
| 18 februari 2016 21:05 uur | Mina 4', 25' Parejo 10' Negredo 29' Gomes 35' Rodrigo 89' |       |            | Estadio Mestalla, Valencia Toeschouwers: 28.831 Scheidsrechter: Miroslav Zelinka |

|                            |          |       |           |                                                                          |
| 18 februari 2016 21:05 uur | Augsburg | 0 – 0 | Liverpool | WWK ARENA, Augsburg Toeschouwers: 25.000 Scheidsrechter: David Fernández |
| 18 februari 2016 21:05 uur |          |       |           | WWK ARENA, Augsburg Toeschouwers: 25.000 Scheidsrechter: David Fernández |

|                            |              |       |           |                                                                          |
| 18 februari 2016 21:05 uur | Sparta Praag | 1 – 0 | Krasnodar | Generali Arena, Praag Toeschouwers: 14.120 Scheidsrechter: Slavko Vinčić |
| 18 februari 2016 21:05 uur | Juliš 64'    |       |           | Generali Arena, Praag Toeschouwers: 14.120 Scheidsrechter: Slavko Vinčić |

|                            |              |       |                      |                                                                                   |
| 18 februari 2016 21:05 uur | Galatasaray  | 1 – 1 | Lazio                | Türk Telekom Arena, Istanboel Toeschouwers: 33.353 Scheidsrechter: Michael Oliver |
| 18 februari 2016 21:05 uur | Sarıoğlu 12' |       | 21' Milinković-Savić | Türk Telekom Arena, Istanboel Toeschouwers: 33.353 Scheidsrechter: Michael Oliver |

|                            |            |       |                                               |                                                                                |
| 18 februari 2016 21:05 uur | Sion       | 1 – 2 | Braga                                         | Stade de Tourbillon, Sion Toeschouwers: 9.000 Scheidsrechter: Jevhen Aranovsky |
| 18 februari 2016 21:05 uur | Konaté 53' |       | 13' Stojiljković 61' Rafa 20', 90+1' Vukčević | Stade de Tourbillon, Sion Toeschouwers: 9.000 Scheidsrechter: Jevhen Aranovsky |

|                            |                   |       |            |                                                                     |
| 18 februari 2016 21:05 uur | Sjachtar Donetsk  | 0 – 0 | Schalke 04 | Arena Lviv, Lviv Toeschouwers: 23.615 Scheidsrechter: Hüseyin Göçek |
| 18 februari 2016 21:05 uur | Koetsjer 80', 87' |       |            | Arena Lviv, Lviv Toeschouwers: 23.615 Scheidsrechter: Hüseyin Göçek |

|                            |                     |            |                 |                                                                               |
| 18 februari 2016 21:05 uur | Olympique Marseille | 0 – 1      | Athletic Bilbao | Stade Vélodrome, Marseille Toeschouwers: 29.727 Scheidsrechter: Craig Thomson |
| 18 februari 2016 21:05 uur |                     | 54' Aduriz |                 | Stade Vélodrome, Marseille Toeschouwers: 29.727 Scheidsrechter: Craig Thomson |

|                            |                   |       |                  |                                                                                    |
| 18 februari 2016 21:05 uur | Sporting Lissabon | 0 – 1 | Bayer Leverkusen | Estádio José Alvalade, Lissabon Toeschouwers: 26.201 Scheidsrechter: Björn Kuipers |
| 18 februari 2016 21:05 uur | Semedo 58', 75'   |       | 26' Bellarabi    | Estádio José Alvalade, Lissabon Toeschouwers: 26.201 Scheidsrechter: Björn Kuipers |

#### Terugwedstrijden
|                            |                                   |       |                |                                                                                   |
| 24 februari 2016 18:00 uur | Braga                             | 2 – 2 | Sion           | Estádio Municipal de Braga, Braga Toeschouwers: 6.759 Scheidsrechter: Liran Liany |
| 24 februari 2016 18:00 uur | Josué 28' (pen.) Stojiljković 49' |       | 17', 30' Gekas | Estádio Municipal de Braga, Braga Toeschouwers: 6.759 Scheidsrechter: Liran Liany |

|                            |                  |       |            |                                                                             |
| 25 februari 2016 17:00 uur | Lokomotiv Moskou | 1 – 1 | Fenerbahçe | Lokomotivstadion, Moskou Toeschouwers: 15.695 Scheidsrechter: Ivan Kružliak |
| 25 februari 2016 17:00 uur | Samedov 45+1'    |       | 84' Topal  | Lokomotivstadion, Moskou Toeschouwers: 15.695 Scheidsrechter: Ivan Kružliak |

|                            |            |                                              |          |                                                                                   |
| 25 februari 2016 19:00 uur | Rapid Wien | 0 – 4                                        | Valencia | Ernst Happelstadion, Wenen Toeschouwers: 39.800 Scheidsrechter: Paolo Tagliavento |
| 25 februari 2016 19:00 uur |            | 60' Rodrigo 65' Feghouli 73' Piatti 89' Vezo |          | Ernst Happelstadion, Wenen Toeschouwers: 39.800 Scheidsrechter: Paolo Tagliavento |

|                            |                  |       |          |                                                                        |
| 25 februari 2016 19:00 uur | Liverpool        | 1 – 0 | Augsburg | Anfield, Liverpool Toeschouwers: 43.081 Scheidsrechter: Clément Turpin |
| 25 februari 2016 19:00 uur | Milner 6' (pen.) |       |          | Anfield, Liverpool Toeschouwers: 43.081 Scheidsrechter: Clément Turpin |

|                            |                 |       |                                  |                                                                                   |
| 25 februari 2016 19:00 uur | Krasnodar       | 0 – 3 | Sparta Praag                     | Koeban Stadion, Krasnodar Toeschouwers: 14.850 Scheidsrechter: Stefan Johannesson |
| 25 februari 2016 19:00 uur | Kaboré 24', 69' |       | 52' Mareček 58' Frýdek 71' Fatai | Koeban Stadion, Krasnodar Toeschouwers: 14.850 Scheidsrechter: Stefan Johannesson |

|                            |                                   |       |             |                                                                                 |
| 25 februari 2016 19:00 uur | Lazio                             | 3 – 1 | Galatasaray | Stadio Olimpico, Rome Toeschouwers: 14.019 Scheidsrechter: Vladislav Bezborodov |
| 25 februari 2016 19:00 uur | Parolo 60' Anderson 62' Klose 73' |       | 63' Öztekin | Stadio Olimpico, Rome Toeschouwers: 14.019 Scheidsrechter: Vladislav Bezborodov |

|                            |            |                                       |                  |                                                                             |
| 25 februari 2016 19:00 uur | Schalke 04 | 0 – 3                                 | Sjachtar Donetsk | Veltins-Arena, Gelsenkirchen Toeschouwers: 45.308 Scheidsrechter: Matej Jug |
| 25 februari 2016 19:00 uur |            | 28' Marlos 64' Ferreyra 78' Kovalenko |                  | Veltins-Arena, Gelsenkirchen Toeschouwers: 45.308 Scheidsrechter: Matej Jug |

|                            |                 |       |                     |                                                                          |
| 25 februari 2016 19:00 uur | Athletic Bilbao | 1 – 1 | Olympique Marseille | San Mamés, Bilbao Toeschouwers: 38.259 Scheidsrechter: Aleksej Koelbakov |
| 25 februari 2016 19:00 uur | Merino 82'      |       | 42' Batshuayi       | San Mamés, Bilbao Toeschouwers: 38.259 Scheidsrechter: Aleksej Koelbakov |

|                            |                                   |       |                   |                                                                        |
| 25 februari 2016 19:00 uur | Bayer Leverkusen                  | 3 – 1 | Sporting Lissabon | BayArena, Leverkusen Toeschouwers: 26.585 Scheidsrechter: Ruddy Buquet |
| 25 februari 2016 19:00 uur | Bellarabi 31', 66' Çalhanoğlu 88' |       | 39' João Mário    | BayArena, Leverkusen Toeschouwers: 26.585 Scheidsrechter: Ruddy Buquet |

|                            |                                           |       |            |                                                                             |
| 25 februari 2016 21:05 uur | Tottenham Hotspur                         | 3 – 0 | Fiorentina | White Hart Lane, Londen Toeschouwers: 34.880 Scheidsrechter: Ovidiu Haţegan |
| 25 februari 2016 21:05 uur | Mason 26' Lamela 64' Rodríguez 82' (e.d.) |       |            | White Hart Lane, Londen Toeschouwers: 34.880 Scheidsrechter: Ovidiu Haţegan |

|                            |       |                     |                   |                                                                                |
| 25 februari 2016 21:05 uur | Porto | 0 – 1               | Borussia Dortmund | Estádio do Dragão, Porto Toeschouwers: 32.707 Scheidsrechter: Mark Clattenburg |
| 25 februari 2016 21:05 uur |       | 24' (e.d.) Casillas |                   | Estádio do Dragão, Porto Toeschouwers: 32.707 Scheidsrechter: Mark Clattenburg |

|                            |                      |            |                       |                                                                                         |
| 25 februari 2016 21:05 uur | Olympiakos           | 1 – 2 (nv) | Anderlecht            | Georgios Karaiskákisstadion, Piraeus Toeschouwers: 31.005 Scheidsrechter: Arnold Hunter |
| 25 februari 2016 21:05 uur | Fortounis 30' (pen.) |            | 104', 112' Acheampong | Georgios Karaiskákisstadion, Piraeus Toeschouwers: 31.005 Scheidsrechter: Arnold Hunter |

|                            |                                                                       |       |                          |                                                                          |
| 25 februari 2016 21:05 uur | Manchester United                                                     | 5 – 1 | Midtjylland              | Old Trafford, Manchester Toeschouwers: 58.609 Scheidsrechter: István Vad |
| 25 februari 2016 21:05 uur | Bodurov 33' (e.d.) Rashford 64', 76' Herrera 89' (pen.) Memphis 90+1' |       | 28' Sisto 43', 90' Rømer | Old Trafford, Manchester Toeschouwers: 58.609 Scheidsrechter: István Vad |

|                            |            |       |         |                                                                      |
| 25 februari 2016 21:05 uur | Molde      | 1 – 0 | Sevilla | Akerstadion, Molde Toeschouwers: 7.284 Scheidsrechter: Robert Madden |
| 25 februari 2016 21:05 uur | Hestad 44' |       |         | Akerstadion, Molde Toeschouwers: 7.284 Scheidsrechter: Robert Madden |

|                            |            |       |            |                                                                             |
| 25 februari 2016 21:05 uur | Napoli     | 1 – 1 | Villarreal | Stadio San Paolo, Napels Toeschouwers: 23.928 Scheidsrechter: Deniz Aytekin |
| 25 februari 2016 21:05 uur | Hamšík 18' |       | 60' Pina   | Stadio San Paolo, Napels Toeschouwers: 23.928 Scheidsrechter: Deniz Aytekin |

|                            |                                  |       |               |                                                                           |
| 25 februari 2016 21:05 uur | Basel                            | 2 – 1 | Saint-Étienne | St. Jakob-Park, Bazel Toeschouwers: 20.976 Scheidsrechter: Danny Makkelie |
| 25 februari 2016 21:05 uur | Zuffi 16', 90+3' Embolo 56', 82' |       | 90+1' Sall    | St. Jakob-Park, Bazel Toeschouwers: 20.976 Scheidsrechter: Danny Makkelie |

### Achtste finales
De loting vond plaats op 26 februari 2016.
De heenwedstrijden werden gespeeld op 10 maart 2016. Op 17 maart 2016 waren er de returns.
| Team 1            | Tot.      | Team 2            | 1e wedstr. | 2e wedstr. |
| ----------------- | --------- | ----------------- | ---------- | ---------- |
| Sjachtar Donetsk  | 4 – 1     | Anderlecht        | 3 – 1      | 1 – 0      |
| Basel             | 0 – 3     | Sevilla           | 0 – 0      | 0 – 3      |
| Villarreal        | 2 – 0     | Bayer Leverkusen  | 2 – 0      | 0 – 0      |
| Athletic Bilbao   | (u) 2 – 2 | Valencia          | 1 – 0      | 1 – 2      |
| Liverpool         | 3 – 1     | Manchester United | 2 – 0      | 1 – 1      |
| Sparta Praag      | 4 – 1     | Lazio             | 1 – 1      | 3 – 0      |
| Borussia Dortmund | 5 – 1     | Tottenham Hotspur | 3 – 0      | 2 – 1      |
| Fenerbahçe        | 2 – 4     | Braga             | 1 – 0      | 1 – 4      |

#### Heenwedstrijden
|                         |                                     |       |                |                                                                         |
| 10 maart 2016 19:00 uur | Sjachtar Donetsk                    | 3 – 1 | Anderlecht     | Arena Lviv, Lviv Toeschouwers: 23.621 Scheidsrechter: Artur Soares Dias |
| 10 maart 2016 19:00 uur | Taison 22' Koetsjer 25' Eduardo 80' |       | 69' Acheampong | Arena Lviv, Lviv Toeschouwers: 23.621 Scheidsrechter: Artur Soares Dias |

|                         |       |                  |         |                                                                           |
| 10 maart 2016 19:00 uur | Basel | 0 – 0            | Sevilla | St. Jakob-Park, Bazel Toeschouwers: 22.403 Scheidsrechter: Anthony Taylor |
| 10 maart 2016 19:00 uur |       | 76', 88' N'Zonzi |         | St. Jakob-Park, Bazel Toeschouwers: 22.403 Scheidsrechter: Anthony Taylor |

|                         |                              |       |                   |                                                                               |
| 10 maart 2016 19:00 uur | Borussia Dortmund            | 3 – 0 | Tottenham Hotspur | Signal Iduna Park, Dortmund Toeschouwers: 65.848 Scheidsrechter: Cüneyt Çakır |
| 10 maart 2016 19:00 uur | Aubameyang 31' Reus 62', 71' |       |                   | Signal Iduna Park, Dortmund Toeschouwers: 65.848 Scheidsrechter: Cüneyt Çakır |

|                         |            |       |       |                                                                                       |
| 10 maart 2016 19:00 uur | Fenerbahçe | 1 – 0 | Braga | Şükrü Saracoğlustadion, Istanboel Toeschouwers: 40.197 Scheidsrechter: Clément Turpin |
| 10 maart 2016 19:00 uur | Topal 83'  |       |       | Şükrü Saracoğlustadion, Istanboel Toeschouwers: 40.197 Scheidsrechter: Clément Turpin |

|                         |                 |       |                   |                                                                                      |
| 10 maart 2016 21:05 uur | Villarreal      | 2 – 0 | Bayer Leverkusen  | Estadio El Madrigal, Villarreal Toeschouwers: 16.211 Scheidsrechter: Gianluca Rocchi |
| 10 maart 2016 21:05 uur | Bakambu 5', 57' |       | 77', 90+6' Jedvaj | Estadio El Madrigal, Villarreal Toeschouwers: 16.211 Scheidsrechter: Gianluca Rocchi |

|                         |                 |       |          |                                                                      |
| 10 maart 2016 21:05 uur | Athletic Bilbao | 1 – 0 | Valencia | San Mamés, Bilbao Toeschouwers: 35.765 Scheidsrechter: Björn Kuipers |
| 10 maart 2016 21:05 uur | García 21'      |       |          | San Mamés, Bilbao Toeschouwers: 35.765 Scheidsrechter: Björn Kuipers |

|                         |                                  |       |                   |                                                                                 |
| 10 maart 2016 21:05 uur | Liverpool                        | 2 – 0 | Manchester United | Anfield, Liverpool Toeschouwers: 43.228 Scheidsrechter: Carlos Velasco Carballo |
| 10 maart 2016 21:05 uur | Sturridge 21' (pen.) Firmino 74' |       |                   | Anfield, Liverpool Toeschouwers: 43.228 Scheidsrechter: Carlos Velasco Carballo |

|                         |              |       |            |                                                                                     |
| 10 maart 2016 21:05 uur | Sparta Praag | 1 – 1 | Lazio      | Generali Arena, Praag Toeschouwers: 17.482 Scheidsrechter: Alberto Undiano Mallenco |
| 10 maart 2016 21:05 uur | Frýdek 14'   |       | 39' Parolo | Generali Arena, Praag Toeschouwers: 17.482 Scheidsrechter: Alberto Undiano Mallenco |

#### Terugwedstrijden
|                         |                  |       |            |                                                                          |
| 17 maart 2016 19:00 uur | Bayer Leverkusen | 0 – 0 | Villarreal | BayArena, Leverkusen Toeschouwers: 23.409 Scheidsrechter: William Collum |
| 17 maart 2016 19:00 uur |                  |       |            | BayArena, Leverkusen Toeschouwers: 23.409 Scheidsrechter: William Collum |

|                         |                     |       |                 |                                                                                |
| 17 maart 2016 19:00 uur | Valencia            | 2 – 1 | Athletic Bilbao | Estadio Mestalla, Valencia Toeschouwers: 31.681 Scheidsrechter: Daniele Orsato |
| 17 maart 2016 19:00 uur | Mina 14' Santos 38' |       | 76' Aduriz      | Estadio Mestalla, Valencia Toeschouwers: 31.681 Scheidsrechter: Daniele Orsato |

|                         |       |                                 |              |                                                                         |
| 17 maart 2016 19:00 uur | Lazio | 0 – 3                           | Sparta Praag | Stadio Olimpico, Rome Toeschouwers: 18.827 Scheidsrechter: Ruddy Buquet |
| 17 maart 2016 19:00 uur |       | 11' Dočkal 13' Krejčí 45' Juliš |              | Stadio Olimpico, Rome Toeschouwers: 18.827 Scheidsrechter: Ruddy Buquet |

|                         |            |       |                                 |                                                                                                   |
| 17 maart 2016 21:05 uur | Anderlecht | 0 – 1 | Sjachtar Donetsk                | Constant Vanden Stockstadion, Anderlecht Toeschouwers: 13.785 Scheidsrechter: Antonio Mateu Lahoz |
| 17 maart 2016 21:05 uur | Kara 87'   |       | 90+4' Eduardo 37', 85' Koetsjer | Constant Vanden Stockstadion, Anderlecht Toeschouwers: 13.785 Scheidsrechter: Antonio Mateu Lahoz |

|                         |                             |       |       |                                                                                           |
| 17 maart 2016 21:05 uur | Sevilla                     | 3 – 0 | Basel | Estadio Ramón Sánchez Pizjuán, Sevilla Toeschouwers: 35.546 Scheidsrechter: Deniz Aytekin |
| 17 maart 2016 21:05 uur | Rami 36' Gameiro 45', 45+1' |       |       | Estadio Ramón Sánchez Pizjuán, Sevilla Toeschouwers: 35.546 Scheidsrechter: Deniz Aytekin |

|                         |                    |       |                |                                                                             |
| 17 maart 2016 21:05 uur | Manchester United  | 1 – 1 | Liverpool      | Old Trafford, Manchester Toeschouwers: 75.180 Scheidsrechter: Milorad Mažić |
| 17 maart 2016 21:05 uur | Martial 32' (pen.) |       | 45+1' Coutinho | Old Trafford, Manchester Toeschouwers: 75.180 Scheidsrechter: Milorad Mažić |

|                         |                   |       |                     |                                                                             |
| 17 maart 2016 21:05 uur | Tottenham Hotspur | 1 – 2 | Borussia Dortmund   | White Hart Lane, Londen Toeschouwers: 34.593 Scheidsrechter: Nicola Rizzoli |
| 17 maart 2016 21:05 uur | Son 74'           |       | 25', 71' Aubameyang | White Hart Lane, Londen Toeschouwers: 34.593 Scheidsrechter: Nicola Rizzoli |

|                         |                                                     |       |                                                  |                                                                                   |
| 17 maart 2016 21:05 uur | Braga                                               | 4 – 1 | Fenerbahçe                                       | Estádio Municipal de Braga, Braga Toeschouwers: 16.431 Scheidsrechter: Ivan Bebek |
| 17 maart 2016 21:05 uur | Koka 12' Josué 70' (pen.) Stojiljković 75' Rafa 84' |       | 45+4', 88' Potuk 10', 67' Topal 90+4', 90+8' Şen | Estádio Municipal de Braga, Braga Toeschouwers: 16.431 Scheidsrechter: Ivan Bebek |

### Kwartfinales
De loting vond plaats op 18 maart 2016.
De heenwedstrijden worden gespeeld op 7 april 2016. Op 14 april 2016 zijn er de returns.
| Team 1            | Tot.             | Team 2           | 1e wedstr. | 2e wedstr. |
| ----------------- | ---------------- | ---------------- | ---------- | ---------- |
| Braga             | 1 – 6            | Sjachtar Donetsk | 1 – 2      | 0 – 4      |
| Villarreal        | 6 – 3            | Sparta Praag     | 2 – 1      | 4 – 2      |
| Athletic Bilbao   | 3 – 3 ns (4 – 5) | Sevilla          | 1 – 2      | 2 – 1      |
| Borussia Dortmund | 4 – 5            | Liverpool        | 1 – 1      | 3 – 4      |

#### Heenwedstrijden
|                    |                    |       |                              |                                                                                       |
| 7 april 2016 21:05 | Braga              | 1 – 2 | Sjachtar Donetsk             | Estádio Municipal de Braga, Braga Toeschouwers: 21.645 Scheidsrechter: Jonas Eriksson |
| 7 april 2016 21:05 | Wilson Eduardo 90' |       | 45+1' Rakitskiy 76' Ferreyra | Estádio Municipal de Braga, Braga Toeschouwers: 21.645 Scheidsrechter: Jonas Eriksson |

|                    |                 |       |              |                                                                                     |
| 7 april 2016 21:05 | Villarreal      | 2 – 1 | Sparta Praag | Estadio El Madrigal, Villarreal Toeschouwers: 15.803 Scheidsrechter: Ovidiu Haţegan |
| 7 april 2016 21:05 | Bakambu 4', 64' |       | 45+5' Brabec | Estadio El Madrigal, Villarreal Toeschouwers: 15.803 Scheidsrechter: Ovidiu Haţegan |

|                    |                 |       |                              |                                                                         |
| 7 april 2016 21:05 | Athletic Bilbao | 1 – 2 | Sevilla                      | San Mamés, Bilbao Toeschouwers: 40.856 Scheidsrechter: Mark Clattenburg |
| 7 april 2016 21:05 | Aduriz 49'      |       | 57' Kolodziejczak 84' Iborra | San Mamés, Bilbao Toeschouwers: 40.856 Scheidsrechter: Mark Clattenburg |

|                    |                   |       |           |                                                                                 |
| 7 april 2016 21:05 | Borussia Dortmund | 1 – 1 | Liverpool | Signal Iduna Park, Dortmund Toeschouwers: 65.848 Scheidsrechter: Carlos Velasco |
| 7 april 2016 21:05 | Hummels 48'       |       | 37' Origi | Signal Iduna Park, Dortmund Toeschouwers: 65.848 Scheidsrechter: Carlos Velasco |

#### Terugwedstrijden
|                     |                                                               |       |       |                                                                      |
| 14 april 2016 21:05 | Sjachtar Donetsk                                              | 4 – 0 | Braga | Arena Lviv, Lviv Toeschouwers: 33.617 Scheidsrechter: Pavel Královec |
| 14 april 2016 21:05 | Srna 26' (pen.) Ferreira 43' (e.d.), 75' (e.d.) Kovalenko 51' |       |       | Arena Lviv, Lviv Toeschouwers: 33.617 Scheidsrechter: Pavel Královec |

|                     |                       |       |                                              |                                                                            |
| 14 april 2016 21:05 | Sparta Praag          | 2 – 4 | Villarreal                                   | Generali Arena, Praag Toeschouwers: 18.201 Scheidsrechter: Martin Atkinson |
| 14 april 2016 21:05 | Dočkal 66' Krejčí 72' |       | 6', 50' Bakambu 44' Castillejo 45+2' Soriano | Generali Arena, Praag Toeschouwers: 18.201 Scheidsrechter: Martin Atkinson |

|                     |                                             |            |                                            |                                                                                           |
| 14 april 2016 21:05 | Sevilla                                     | 1 – 2 (nv) | Athletic Bilbao                            | Estadio Ramón Sánchez Pizjuán, Sevilla Toeschouwers: 38.567 Scheidsrechter: Damir Skomina |
| 14 april 2016 21:05 | Gameiro 60'                                 |            | 58' Aduriz 81' García                      | Estadio Ramón Sánchez Pizjuán, Sevilla Toeschouwers: 38.567 Scheidsrechter: Damir Skomina |
| 14 april 2016 21:05 | Strafschoppen                               |            |                                            | Estadio Ramón Sánchez Pizjuán, Sevilla Toeschouwers: 38.567 Scheidsrechter: Damir Skomina |
| 14 april 2016 21:05 | Coke Krychowiak Konopljanka N'Zonzi Gameiro | 5 – 4      | García Viguera San José Etxebarria Susaeta | Estadio Ramón Sánchez Pizjuán, Sevilla Toeschouwers: 38.567 Scheidsrechter: Damir Skomina |

|                     |                                               |       |                                       |                                                                      |
| 14 april 2016 21:05 | Liverpool                                     | 4 – 3 | Borussia Dortmund                     | Anfield, Liverpool Toeschouwers: 42.984 Scheidsrechter: Cüneyt Çakır |
| 14 april 2016 21:05 | Origi 49' Coutinho 67' Sakho 79' Lovren 90+2' |       | 6' Mkhitarian 10' Aubameyang 58' Reus | Anfield, Liverpool Toeschouwers: 42.984 Scheidsrechter: Cüneyt Çakır |

### Halve finales
De loting vond plaats op 15 april 2016.
De heenwedstrijden werden gespeeld op 28 april, de terugwedstrijden op 5 mei 2016.
| Team 1           | Tot.  | Team 2    | 1e wedstr. | 2e wedstr. |
| ---------------- | ----- | --------- | ---------- | ---------- |
| Sjachtar Donetsk | 3 – 5 | Sevilla   | 2 – 2      | 1 – 3      |
| Villarreal       | 1 – 3 | Liverpool | 1 – 0      | 0 – 3      |

#### Heenwedstrijden
|                     |                           |       |                              |                                                                        |
| 28 april 2016 21:05 | Sjachtar Donetsk          | 2 – 2 | Sevilla                      | Arena Lviv, Lviv Toeschouwers: 34.267 Scheidsrechter: Szymon Marciniak |
| 28 april 2016 21:05 | Marlos 24' Stepanenko 37' |       | 7' Vitolo 83' (pen.) Gameiro | Arena Lviv, Lviv Toeschouwers: 34.267 Scheidsrechter: Szymon Marciniak |

|                     |              |       |           |                                                                                    |
| 28 april 2016 21:05 | Villarreal   | 1 – 0 | Liverpool | Estadio El Madrigal, Villarreal Toeschouwers: 21.606 Scheidsrechter: Damir Skomina |
| 28 april 2016 21:05 | Adrián 90+3' |       |           | Estadio El Madrigal, Villarreal Toeschouwers: 21.606 Scheidsrechter: Damir Skomina |

#### Terugwedstrijden
|                  |                             |       |                  |                                                                                           |
| 5 mei 2016 21:05 | Sevilla                     | 3 – 1 | Sjachtar Donetsk | Estadio Ramón Sánchez Pizjuán, Sevilla Toeschouwers: 41.286 Scheidsrechter: Björn Kuipers |
| 5 mei 2016 21:05 | Gameiro 9', 47' Mariano 59' |       | 44' Eduardo      | Estadio Ramón Sánchez Pizjuán, Sevilla Toeschouwers: 41.286 Scheidsrechter: Björn Kuipers |

|                  |                                           |       |            |                                                                       |
| 5 mei 2016 21:05 | Liverpool                                 | 3 – 0 | Villarreal | Anfield, Liverpool Toeschouwers: 43.074 Scheidsrechter: Viktor Kassai |
| 5 mei 2016 21:05 | Bruno 7' (e.d.) Sturridge 63' Lallana 81' |       |            | Anfield, Liverpool Toeschouwers: 43.074 Scheidsrechter: Viktor Kassai |

### Finale
|                       |               |       |                           |                                                                           |
| 18 mei 2016 20:45 uur | Liverpool     | 1 – 3 | Sevilla                   | St. Jakob-Park, Bazel Toeschouwers: 35.000 Scheidsrechter: Jonas Eriksson |
| 18 mei 2016 20:45 uur | Sturridge 35' |       | 46' Gameiro 64', 70' Coke | St. Jakob-Park, Bazel Toeschouwers: 35.000 Scheidsrechter: Jonas Eriksson |

## Statistieken

### Topscorers
| rang | naam                      | club              | goals | minuten gespeeld |
| ---- | ------------------------- | ----------------- | ----- | ---------------- |
| 1    | Aritz Aduriz              | Athletic Bilbao   | 10    | 907'             |
| 2    | Cédric Bakambu            | Villarreal        | 9     | 942'             |
| 3    | Kevin Gameiro             | Sevilla           | 8     | 674'             |
| 3    | Pierre-Emerick Aubameyang | Borussia Dortmund | 8     | 772'             |
| 5    | Raúl Bobadilla            | Augsburg          | 6     | 412'             |
| 5    | Erik Lamela               | Tottenham Hotspur | 6     | 572'             |
| 7    | Aboubakar Oumarou         | Partizan          | 5     | 331'             |
| 7    | Dries Mertens             | Napoli            | 5     | 417'             |
| 7    | José María Callejón       | Napoli            | 5     | 448'             |
| 7    | Franco Di Santo           | Schalke 04        | 5     | 451'             |
| 7    | David Lafata              | Sparta Praag      | 5     | 558'             |
| 7    | Aleksandr Samedov         | Lokomotiv Moskou  | 5     | 720'             |
| 7    | Marco Reus                | Borussia Dortmund | 5     | 742'             |

### Aantal deelnemers per land per ronde
- 1/2 betekent dat minimaal 1 club en maximaal 2 clubs uit het land in deze ronde uitkomen.
- bye betekent dat het land is vrijgesteld van deze ronde en pas in latere rondes clubs instromen.

| Land                  | 1e voorronde | 2e voorronde | 3e voorronde | Play-offronde | Groepsfase | 1/16 finale | 1/8 finale | 1/4 finale | 1/2 finale | Finale | Winnaar |
| --------------------- | ------------ | ------------ | ------------ | ------------- | ---------- | ----------- | ---------- | ---------- | ---------- | ------ | ------- |
| Spanje                | bye          | bye          | 1            | 1             | 2          | 4           | 4          | 3          | 2          | 1      | 1       |
| Engeland              | 1            | 1            | 2            | 1             | 2          | 3           | 3          | 1          | 1          | 1      |         |
| Duitsland             | bye          | bye          | 1            | 1             | 3          | 4           | 2          | 1          |            |        |         |
| Italië                | bye          | bye          | 1            | 0             | 3          | 3           | 1          |            |            |        |         |
| Portugal              | bye          | bye          | 2            | 1             | 3          | 3           | 1          | 1          |            |        |         |
| Turkije               | bye          | 1            | 2            | 1             | 2          | 2           | 1          |            |            |        |         |
| Zwitserland           | bye          | 1            | 2            | 2             | 2          | 2           | 1          |            |            |        |         |
| Tsjechië              | bye          | 1            | 2            | 4             | 3          | 1           | 1          | 1          |            |        |         |
| België                | bye          | 1            | 2            | 1             | 2          | 1           | 1          |            |            |        |         |
| Oekraïne              | bye          | bye          | 2            | 1             | 1          | 1           | 1          | 1          | 1          |        |         |
| Frankrijk             | bye          | bye          | 2            | 2             | 4          | 2           |            |            |            |        |         |
| Rusland               | bye          | bye          | 2            | 2             | 3          | 2           |            |            |            |        |         |
| Noorwegen             | 3            | 3            | 3            | 3             | 2          | 1           |            |            |            |        |         |
| Oostenrijk            | bye          | 1            | 3            | 2             | 1          | 1           |            |            |            |        |         |
| Griekenland           | bye          | 1            | 2            | 3             | 2          | 1           |            |            |            |        |         |
| Denemarken            | 2            | 3            | 2            | 2             | 1          | 1           |            |            |            |        |         |
| Nederland             | 1            | 0            | 2            | 2             | 3          |             |            |            |            |        |         |
| Azerbeidzjan          | 3            | 2            | 2            | 2             | 2          |             |            |            |            |        |         |
| Polen                 | 2            | 3            | 1            | 2             | 2          |             |            |            |            |        |         |
| Wit-Rusland           | 2            | 2            | 1            | 1             | 1          |             |            |            |            |        |         |
| Servië                | 3            | 2            | 1            | 1             | 1          |             |            |            |            |        |         |
| Cyprus                | 2            | 2            | 3            | 0             | 1          |             |            |            |            |        |         |
| Schotland             | 2            | 2            | 1            | 0             | 1          |             |            |            |            |        |         |
| Albanië               | 3            | 1            | 1            | 0             | 1          |             |            |            |            |        |         |
| Roemenië              | 1            | 2            | 2            | 2             |            |             |            |            |            |        |         |
| Slowakije             | 3            | 3            | 3            | 1             |            |             |            |            |            |        |         |
| Kroatië               | 2            | 3            | 1            | 1             |            |             |            |            |            |        |         |
| Hongarije             | 3            | 2            | 1            | 1             |            |             |            |            |            |        |         |
| Kazachstan            | 3            | 1            | 1            | 1             |            |             |            |            |            |        |         |
| Macedonië             | 3            | 1            | 1            | 1             |            |             |            |            |            |        |         |
| Moldavië              | 3            | 1            | 0            | 1             |            |             |            |            |            |        |         |
| Finland               | 3            | 0            | 0            | 1             |            |             |            |            |            |        |         |
| Zweden                | 2            | 3            | 3            |               |            |             |            |            |            |        |         |
| Israël                | 1            | 2            | 1            |               |            |             |            |            |            |        |         |
| Bosnië en Herzegovina | 3            | 1            | 1            |               |            |             |            |            |            |        |         |
| Liechtenstein         | 1            | 1            | 1            |               |            |             |            |            |            |        |         |
| Letland               | 3            | 3            |              |               |            |             |            |            |            |        |         |
| Bulgarije             | 2            | 2            |              |               |            |             |            |            |            |        |         |
| Ierland               | 4            | 2            |              |               |            |             |            |            |            |        |         |
| IJsland               | 3            | 2            |              |               |            |             |            |            |            |        |         |
| Armenië               | 3            | 2            |              |               |            |             |            |            |            |        |         |
| Slovenië              | 3            | 1            |              |               |            |             |            |            |            |        |         |
| Montenegro            | 3            | 1            |              |               |            |             |            |            |            |        |         |
| Litouwen              | 3            | 1            |              |               |            |             |            |            |            |        |         |
| Luxemburg             | 3            | 1            |              |               |            |             |            |            |            |        |         |
| Malta                 | 3            | 1            |              |               |            |             |            |            |            |        |         |
| Noord-Ierland         | 3            | 1            |              |               |            |             |            |            |            |        |         |
| Wales                 | 3            | 1            |              |               |            |             |            |            |            |        |         |
| Estland               | 3            | 1            |              |               |            |             |            |            |            |        |         |
| Georgië               | 3            |              |              |               |            |             |            |            |            |        |         |
| Faeröer               | 3            |              |              |               |            |             |            |            |            |        |         |
| San Marino            | 2            |              |              |               |            |             |            |            |            |        |         |
| Andorra               | 2            |              |              |               |            |             |            |            |            |        |         |
| Gibraltar             | 1            |              |              |               |            |             |            |            |            |        |         |

Overige Europese Bekertoernooien: UEFA Champions League · UEFA Europa Conference League · UEFA Super Cup · Europacup I (Beker der Landskampioenen) · Europacup II (Beker der Bekerwinnaars) · UEFA Intertoto Cup